# Taxispalais – Kunsthalle Tirol
Das Taxispalais – Kunsthalle Tirol (kurz: Taxispalais, ehem. Galerie im Taxispalais) ist eine Kunsthalle in Innsbruck. Sie befindet sich im Palais Fugger-Taxis und ist die offizielle Institution für zeitgenössische Kunst des Landes Tirol. Das Taxispalais zählt zu den bekanntesten Ausstellungsorten Tirols und zeigt jährlich drei bis vier Wechselausstellungen.

## Geschichte

### Anfänge
1911 wurde das Erdgeschoß des Palais Fugger-Taxis nach einem Umbau an den Tiroler Gewerbebund für die Ausstellung ihrer Werke vermietet. Dabei handelte es sich insbesondere um Objekte des Kunstgewerbes. Tiroler Künstler hatten zu diesem Zeitpunkt nur wenige Möglichkeiten, ihre Werke auszustellen, denn das Tiroler Landesmuseum veranstaltete nur selten Ausstellungen zur zeitgenössischen Kunst Tirols. Neben den beiden Kunsthandlungen Unterberger und Czichna dienten die Räumlichkeiten in dem Palais erstmals den Künstlern dazu, ihre Werke einer breiten Öffentlichkeit zu präsentieren. Der damalige Ausstellungsort wurde als Taxishof bezeichnet. Von 1913 bis 1939 können einzelne Ausstellungen durch Zeitungsartikel nachgewiesen werden. 1945 wurden die Räumlichkeiten von den Franzosen als Bibliothek und Dokumentationszentrum genutzt. Doch auch bis zum Abzug der Besatzungsmacht 1955 wurden vereinzelt Ausstellungen in den Räumlichkeiten veranstaltet. Nach 1955 wurde die Bibliothek als Jugendbücherei geführt und die restlichen Räumlichkeiten als Büroräume und Geschäftslokale genutzt.

### Gründung der Galerie im Taxispalais
1963 kam es zu einem Regierungsbeschluss, durch den die Räumlichkeiten im Erdgeschoß des Palais Fugger-Taxis der Kulturabteilung der Tiroler Landesregierung übertragen wurden. Diese sollten zu Ausstellungszwecken zusammen mit der Tiroler Künstlerschaft genutzt werden. Im Zuge einer Ausstellung, in der Pläne und Modelle des Neubaus des Tiroler Landestheaters vorgestellt wurden, wurden 1964 zwei Räume des Palais zusammengelegt, wodurch erstmals ein größerer Galerieraum entstand. 1964 wurde die Galerie im Taxispalais von Paul Flora, Wilfried Kirschl und Oswald Oberhuber und Magdalena Hörmann als Informationsgalerie mit überregionalem Programm gegründet und wurde bis 1998 von einem Kuratorium geleitet. Jedes Kuratoriumsmitglied konnte Ausstellungsvorschläge einbringen, wodurch im Taxispalais ein vielfältiges Programm zu sehen war. 1973 fand beispielsweise die erste Gerhard Richter Ausstellung Österreichs im Taxispalais statt.

### Umbau 1998 bis 1999
Von 1998 bis 1999 wurden die Galerieräume nach Plänen von Hanno Schlögl umgebaut und großzügig erweitert. Anstatt den Innenhof zu überdachen, entschloss man sich dazu, einen Saal unter dem Innenhof einzusetzen. Durch diese und weitere Umbauten wurde die Ausstellungsfläche erweitert, die sich nun auf 500 m² erstreckt. Der Umbau von Schlögel wurde 1999 mit dem österreichischen Bauherrenpreis prämiert.

### Umstrukturierung und Neuausrichtung
Nach dem Umbau der Galerie im Taxispalais wurde das Modell des Kuratoriums aufgegeben und erstmals ein Direktionsposten eingeführt. Darüber hinaus wurde die Ausrichtung geändert. Anfänglich wurden im Taxispalais neben Avantgardekunst auch klassische Moderne und Architektur gezeigt, doch nun sollte sich das Programm auf zeitgenössische Kunst konzentrieren. Silvia Eiblmayr wurde zur ersten Direktorin der Galerie im Taxispalais und blieb von 1999 bis 2008 in dieser Position. Sie setzte einzelne Schwerpunkte zur Kunst aus Osteuropa, Genderthemen und konzeptionellen Positionen. 2009 folgte Beate Ermacora als Direktorin. Ihr Fokus lag auf verschiedenen Ausstellungsformaten, wie der monografischen Ausstellung renommierter internationaler und nationaler Künstlerinnen und Künstlern sowie junger und experimenteller Kunst in Gruppenausstellungen, die sich gesellschaftlicher und kunsthistorischer Fragen widmeten. Jürgen Tabor leitete die Galerie Interims, nachdem Ermacora die Leitung aufgrund einer Erkrankung nicht mehr möglich war. Aufgrund dieser Erkrankung verstarb sie 2016, woraufhin die Position der Direktion neu ausgeschrieben wurde. Jürgen Tabor behielt die Funktion als interimistischer Leiter des Taxispalais, bis die Stelle neu besetzt wurde. Ab 1. Jänner 2017 übernahm Nina Tabassomi als Direktorin die Leitung der Galerie im Taxispalais. Sie setzt ihren Schwerpunkt unter anderem auf postkolonialistische und feministische Fragestellungen.

### Taxispalais – Kunsthalle Tirol
Bereits Anfang 2017 regte Nina Tabassomi die Tiroler Landesregierung dazu an, die Galerie im Taxispalais umzubenennen. Sie schlug den Namen „Taxispalais Kunsthalle Tirol“ vor, da die Bezeichnung Kunsthalle für die nicht kommerzielle Institution besser geeignet sei als der Name Galerie. Diese Anregung wurde von der Landesregierung aufgegriffen und so wurde das Taxispalais per Regierungsbeschluss vom 25. April 2017 umbenannt.

## Leitung
- Magdalena Hörmann (1964–1997)
- Silvia Eiblmayr (1998–2008)
- Beate Ermacora (2008–2016)
- Nina Tabassomi (seit 2017)

## Ausstellungen

### 1964 bis 1969
| Jahr | Ausstellung                                                                                           | Künstler | Dauer                          |
| ---- | --- | --- | ------------------------------ |
| 1964 | Paul Flora                                                                                            | Paul Flora | 9. Juni bis 8. Juli            |
| 1964 | Zeitgenössische Tiroler Kunst aus dem Besitz der Raiffeisen-Zentralkasse Tirol                        | Elisabeth Bauer-Stein, Gerhild Diesner, Norbert Drexel, Paul Flora, Wilfried Kirschl, Rudolf Kreuzer, Hilde Nöbl, Oswald Oberhuber, Johannes Pfeil, Hans Pontiller, Peter Prandstetter, Reiner Schiestl, Anton Tiefenthaler, Rudi Walch, Max Weiler | Mitte Juli bis Mitte August    |
| 1964 | Kurt Moldovan                                                                                         | Kurt Moldovan | 18. August bis 18. September   |
| 1964 | Karl Plattner, Entwürfe für die Fresken der Europakapelle                                             | Kurt Plattner | 24. September bis 25. Oktober  |
| 1964 | Gedächtnisausstellung Georg Trakl                                                                     | Georg Trakl | 4. November bis 18. November   |
| 1964 | Weihnachtsverkaufsausstellung                                                                         | 60 Tiroler Künstlerinnen und Künstler | 23. November bis 24. Dezember  |
| 1965 | Artur Nikodem                                                                                         | Artur Nikodem | 19. Jänner bis 21. Februar     |
| 1965 | Lois Welzenbacher                                                                                     | Lois Welzenbacher | 2. März bis 25. März           |
| 1965 | Herbert Boeckl                                                                                        | Herbert Boeckl | 30. März bis 6. Mai            |
| 1965 | Joannis Avramidis                                                                                     | Joannis Avramidis | 11. Mai bis 5. Juni            |
| 1965 | Rudolf Wacker                                                                                         | Rudolf Wacker | 15. Juni bis 8. August         |
| 1965 | Elmar Kopp – August Stimpfl – Norbert Strolz                                                          | Elmar Kopp, August Stimpfl, Norbert Strolz | 17. August bis 14. September   |
| 1965 | Französische Meistergraphik                                                                           | Pierre Bonnard und Edouard Vuillard | 28. September bis 24. Oktober  |
| 1965 | Junge Architektur                                                                                     | Jürgen Aust, Volkmar Bremser, Franz Cziharz, Franz Freytag, Hartmut Frischenschlager, Gerhart Fritz, Klaus Gartler, Bernhard Hafner, Heiner Hierzegger, Manfred Kowatsch, Jürgen Lenz, Jörg Mayr, Herbert Missoni, Herbert Murauer, Helmut Ohnmacht, Albrecht Pichler, Gert Rainer, Helmut Rieder, Helmut Satzlinger, Helmut Steiner | 26. Oktober bis 7. November    |
| 1965 | Weihnachtsverkaufsausstellung                                                                         | Tiroler Künstlerinnen und Künstler | 26. November bis 24. Dezember  |
| 1966 | Alfons Walde                                                                                          | Alfons Walde | 18. Jänner bis 20. Februar     |
| 1966 | Walter Salzmann und Hubert Dietrich                                                                   | Walter Salzmann und Hubert Dietrich | 1. März bis 20. März           |
| 1966 | Galerie Nächst St. Stephan Wien                                                                       | Roland Goeschl, Wolfgang Hollegha, Josef Mikl, Markus Prachensky, Arnulf Rainer | 5. April bis 1. Mai            |
| 1966 | René Auberjonois                                                                                      | René Auberjonois | 3. Mai bis 5. Juni             |
| 1966 | Schweizer Architekten vor dem Dilemma des heutigen Bauens                                             | Atelier 5, Walter Förderer, Robert Frei, Christian Hunziker, Jakob Hunziker, Giancarlo Simonetti, Peter Steiger | 21. Juni bis 3. Juli           |
| 1966 | Eduard Thöny                                                                                          | Eduard Thöny | 5. Juli bis 7. August          |
| 1966 | Max Weiler: Landschaftliche und pflanzliche Studien                                                   | Max Weiler | 9. August bis 4. September     |
| 1966 | Rudolf Schönwald                                                                                      | Rudolf Schönwald | 13. September bis 9. Oktober   |
| 1966 | Englische Graphik                                                                                     | Bernard Cohen, Alan Davie, Robyn Denny, Richard Hamilton, David Hockney, Allen Jones, Edoardo Paolozzi, Peter Sedgeley | 18. Oktober bis 13. November   |
| 1966 | Weihnachtsverkaufsausstellung                                                                         | Tiroler Künstlerinnen und Künstler | Dezember                       |
| 1967 | Riccardo Morandi                                                                                      | Riccardo Morandi | 17. Jänner bis 5. Februar      |
| 1967 | Hans Weber-Tyrol                                                                                      | Hans Weber-Tyrol | 14. Februar bis 12. März       |
| 1967 | Werner Scholz Pastelle                                                                                | Werner Scholz | 28. März bis 23. April         |
| 1967 | Konzeptionelle Malerei                                                                                | Josef Albers, Antonio Calderara, Raimund Birke, Reimer Joachims | 29. April bis 21. Mai          |
| 1967 | Wilhelm Thöny                                                                                         | Wilhelm Thöny | 4. August bis 3. September     |
| 1967 | Antonio Gaudi                                                                                         | Antonio Gaudi | 8. September bis 22. September |
| 1967 | Das Polnische Plakat                                                                                  | diverse | 26. September bis 14. Oktober  |
| 1967 | Fritz Wotruba: Entwürfe für das Theater                                                               | Fritz Wotruba | 24. Oktober bis 26. November   |
| 1967 | Weihnachtsverkaufsausstellung                                                                         | Tiroler Künstlerinnen und Künstler | Dezember                       |
| 1968 | Mieczysław Berman – Die Polnische Satire                                                              | Mieczysław Berman | 16. Jänner bis 6. Februar      |
| 1968 | Hubert Berchtold                                                                                      | Hubert Berchtold | 13. Februar bis 5. März        |
| 1968 | Josef Mikl                                                                                            | Josef Mikl | 12. März bis 5. April          |
| 1968 | Norbert Drexel                                                                                        | Norbert Drexel | 9. April bis 5. Mai            |
| 1968 | Günther Fruhtrunk                                                                                     | Günther Fruhtrunk | 8. Mai bis 1. Juni             |
| 1968 | Neue Dimensionen der Plastik in Österreich                                                            | Marc Adrian, Christian L. Attersee, Joannis Avramidis, Wolfgang Ernst, Bruno Gironcoli, Roland Goeschl, Hans Hollein, Oswald Oberhuber, Franz Xaver Ölzant, Walter Pichler, Karl Prantl, Erwin Thorn | 7. Juni bis 30. Juni           |
| 1968 | Oswald Oberhuber                                                                                      | Oswald Oberhuber | 9. Juli bis 3. August          |
| 1968 | Giorgio Morandi                                                                                       | Giorgio Morandi | 27. August bis 29. September   |
| 1968 | Drei Wände: Galerie Heide Hildebrand Klagenfurt                                                       | Eduardo Arroyo, Bernard Aubertin, Hans Bischoffshausen, Agostino Bonalumi, Enrico Castellani, Brian Fielding, Lucio Fontana, Alan Green, Jacques Grinberg, Jean-Marie Martin, Antoni Miralda, Dorothee Selz, Francis Naves, Michel Parre, Johannes J. Schoonhoven, Gerard Tisserand, Hermann de Vries | 8. Oktober bis 31. Oktober     |
| 1968 | Visuelle Poesie                                                                                       | Friedrich Achleitner, Marc Adrian, Alain Arias-Mission, Rolando Azeredo, Stephen Bann, Carlo Belloli, Max Bense, Julien Blaine, Jean-Francois Bory, Claus Bremer, Augusto de Campos, Haraldo de Campos, Ugo Carrega, Carlfriedrich Claus, Reinhard Döhl, Carl Fernbach-Flarsheim, Ian Hamilton Finlay, John Furnival, Heinz Gappmayr, Pierre Garnier, Paul-Armand Gette, Mathias Goeritz, Eugen Gomringer, Bohumuila Grögerova, Jose Line Grünewald, Helmut Heißenbüttel, Josef Hörsaal, Ake Hodell, Dom Sylvester Houédard, Ernst Jandl, Reimer Joachims, Hiro Kamimura, Kitasono Katsue, Jiri Kolár, Ferdinand Kriwet, Franz Mon, Edwin Morgan, Maurizio Nannucci, Shelichi Niikuni, Claudio Parmiggiani, Decio Pignatari, Luiz Angelo Pinto, Horst Lothar Renner, Dieter Roth, Gerhard Rühm, Aram Saroyan, Gottfried Schlemmer, Siegfried J. Schmidt, Edward Lucie-Smith, Mary Ellen Solt, Adriano Spatola, Shohachiro Takahashi, Arrigo Lora Totino, Timm Ulrichs, Franco Verdi, Paul de Vree, Wolf Wetzel, Oswald Wiener, Emmett Williams, Pedro Xisto                                                                                             | 5. November bis 24. November   |
| 1968 | Weihnachtsverkaufsausstellung                                                                         | Tiroler Künstlerinnen und Künstler | 26. November bis 23. Dezember  |
| 1969 | Neue Wirklichkeit                                                                                     | Wolfgang Herzig, Martha Jungwirth, Kurt Kocherscheidt, Peter Pongratz, Franz Ringel, Robert Zeppel-Sperl | 14. Jänner bis 9. Februar      |
| 1969 | Arnulf Rainer                                                                                         | Arnulf Rainer | 18. Februar bis 16. März       |
| 1969 | Alfred Hrdlicka                                                                                       | Alfred Hrdlicka | 1. April bis 25. April         |
| 1969 | Konfrontationen: Visuelle Poesie – Konkrete Kunst – Notationen neuer Musik – Konstruktive Architektur | Josef Albers, Max Bill, Eugenio Carmi, Piero Dorazio, Günter Fruhtrunk, Karl Gerstner, Richard Kriesche, Richard Paul Lohse, Hermann Painitz, Jorrit Tornquist | 29. April bis 14. Mai          |
| 1969 | Bruno Gironcoli                                                                                       | Bruno Gironcoli | 3. Juni bis 29. Juni           |
| 1969 | Kunst ohne Künstler. Surrealismus ohne Surrealisten                                                   | Valerio Adami, Horst Antes, Shusuku Arakawa, Christian Ludwig Attersee, Bernard Aubertin, Joannis Avramidis, Willi Baumeister, Max Beckmann, Uta Beckmann, Joseph Beuys, Herbert Boeckl, Bollinger, Michael Buthe, Carena, Caulfield, Christo, Lovis Corinth, Hubert Dietrich, Duman, Jan Ensor, Wolfgang Ernst, Franziskus, Samuel Gerber, Alberto Giacometti, Bruno Gironcoli, Roland Goeschl, Dan Graham, Haag, Henrik, Hickelsberger, Hans Hollein, Friedensreich Hundertwasser, Allen Jones, Kauserling, Konrad Klapheck, Yves Klein, Koenig, Maria Lessing, Roy Lichtenstein, Anton Kolig, Alfred Kubin, Carl Manders, Piero Manzoni, Mara, Matsutani, Josef Mikl, Joan Miró, Monory, Morell, Francis Naves, Heribert Nothnagel, Oswald Oberhuber, Claes Oldenburg, Eduardo Paolozzi, Petrick, Hubert Pfaffenbichler, Pablo Picasso, Walter Pichler, Peter Pongratz, Arnulf Rainer, Martial Raysse, Odilon Redon, Dieter Roth, Mimmo Rotella, Niki de Saint Phalle, Mario Schifano, Schröder-Sonnenstern, Self, Silbermann, Thiebaud, Erwin Thorn, Wolf Vostell, Andy Warhol, Lawrence Weiner, Tom Westermann, Wintersberger, Robert Zeppel-Sperl | 8. Juli bis 3. August          |
| 1969 | Otto Mayr-Amden                                                                                       | Otto Mayr-Amden | 19. August bis 21. September   |
| 1969 | Georg Eisler                                                                                          | Georg Eisler | 30. September bis 21. Oktober  |
| 1969 | Aspekte aus Italien                                                                                   | Valerio Adami, Getulio Alviani, Franco Angeli, Rodolfo Arico, Enrico Baj, Gianfranco Baruchello, Agostino Bonalumi, Mario Ceroli, Gianni Colombo, Francesco Coter, Sergio Angelo, Del Pezzo, Tano Festa, Gianfranco Pardi, Guido Peruz, Concetto Pozzati, Amilcare Rambelli, Mario Schifano, Vincenzo Silvestri, Gianni Emilio Simonetti, Emilio Tadini, Renato Volpini | 6. November bis 23. November   |
| 1969 | Weihnachtsverkaufsausstellung                                                                         | Deutsche und österreichische Künstlerinnen und Künstler | 2. Dezember bis 23. Dezember   |

### 1970 bis 1979
| Jahr | Ausstellung | Künstler | Dauer                           |
| ---- | --- | --- | ------------------------------- |
| 1970 | Symbolfiguren | Peter Bischof, Mario Decleva, Otto Eder, Adolf Frohner, Rudolf Hoflehner, Hans Krenn, Helmut Kumpel, Maria Lessnig, Jürgen Messensee, Gerhard Moswitzer, Arnulf Rainer, Heinz Stangl, Erhard Stöbe, Karl Anton Wolf, Ernst Zdrahal | 13. Jänner bis 8. Februar       |
| 1970 | Anton Tiefenthaler | Anton Tiefenthaler | 17. Februar bis 15. März        |
| 1970 | Karl Prantl | Karl Prantl | 24. März bis 19. April          |
| 1970 | Markus Vallazza | Markus Vallazzah | 28. April bis 20. Mai           |
| 1970 | Erwin Thorn | Erwin Thorn | 2. Juni bis 28. Juni            |
| 1970 | Anton Kolig | Anton Kolig | 7. Juli bis 2. August           |
| 1970 | Max Weiler | Max Weiler | 18. August bis 13. September    |
| 1970 | Anton Christian | Anton Christian | 22. September bis 18. Oktober   |
| 1970 | Joseph Beuys | Joseph Beuys | 6. November bis 6. Dezember     |
| 1970 | Junge Österreicher I | Peter Blaas, Robert Lettner, Heribert Nothnagel, Mario Terzic | 10. Dezember bis 30. Dezember   |
| 1971 | Roland Topor | Roland Topor | 12. Jänner bis 31. Jänner       |
| 1971 | Situation Concepts | Shusuku Arakawa, Arts Agency (Klaus Groh), John Baldessari, Mel Bochner, Daniel Buren, Gino De Dominicis, Wolfgang Ernst, Luciano Fabro, Gian Pietro Fazion, Gilbert & George, Mimmo Germanà, Jochen Gerz, Hans Haacke, Michael Heizer, Hans Hollein, Michio Horikawa, Douglas Huebler, Alessandro Jasci, Hans Werner Kalkmann, Tatsuo Kawaguchi, Joseph Kosuth, Richard Kriesche, Sol LeWitt, Ulrich Lindow, Yutaka Matsuzawa, Eliseo Mattiacci, Mario Merz, Company (Jain Baxter), Timm Ulrichs, Lawrence Weiner | 9. Februar bis 4. März          |
| 1971 | Max von Esterle – Erich Lechleitner: Zwei Maler aus dem Brenner-Kreis                                                        | Max von Esterle, Erich Lechleitner | 16. März bis 11. April          |
| 1971 | Dumont-Kunstbücher | Diverse | 5. Mai bis 14. Mai              |
| 1971 | Antonio Calderara | Antonio Calderara | 18. Mai bis 6. Juni             |
| 1971 | Andreas Urteil | Andreas Urteil | 8. Juni bis 4. Juli             |
| 1971 | Konstruktive Tendenzen zwischen den Weltkriegen                                                                              | Michel Andreenko, Etienne Béothy, Anne Béothy-Steiner, Henryk Berlewi, Sandro Bortnyik, Erich Buchholz, Marcelle Cahn, Cassandre, Joseph Csakay, Sonia Delaunay-Terk, Fortunato Depero, Walter Dexel, Nicolaj Diulgheroff, Theo van Doesburg, Gerardo Dottoi, Josef Fischer, Pierre-Louis Flouquet, Frantisek Foltyn, Auguste Herbin, André Heurtaux, Vilmos Husar, Bélá Kádár, Lajos Kassak, Frantisek Kupka, El Lissitzky, Thilo Maatsch, Kasimir Malevich, Felix Del Marle, Matsiss-Teutsch, Robert Michel, Laszlo Moholy-Nagy, Henri Nouveau, Thomas Olderock, Amédée Ozenfant, Josef Pabst, Jozef Peeters, László Péri, Antoine Prinner, Thomas Ring, Hugó Scheiber, Lothar Schreyer, Victor Servranckx, Robert Strübin, Fritz Stuckenberg, Sophie Taeuber-Arp, Leon Tutundjian, Henry Valensi, Georges Valmier, William Wauer | 20. Juni bis 14. August         |
| 1971 | Albin Egger-Lienz | Albin Egger-Lienz | 24. August bis 26. September    |
| 1971 | Peter Prandstetter | Peter Prandstetter | 5. Oktober bis 31. Oktober      |
| 1971 | Walter Pichler | Walter Pichler | 9. November bis 28. November    |
| 1971 | Junge Österreicher II | Gottfried Bechtold, Franz Nölken, Gerald Rainer-Cruz | 9. Dezember bis 30. Dezember    |
| 1972 | Leo Putz | Leo Putz | 1. Februar bis 27. Februar      |
| 1972 | Architekt Franz Baumann | Franz Baumann | 7. März bis 19. März            |
| 1972 | Jim Dine | Jim Dine | 21. März bis 16. April          |
| 1972 | Getulio Alviani – Enrico Castellani – Gianni Colombo                                                                         | Getulio Alvani, Enrico Castellani, Gianni Colombo | 18. April bis 14. Mai           |
| 1972 | Zeichnungen der deutschen Avantgarde                                                                                         | Georg Baselitz, Hanne Darboven, Wolfram Erber, Antonius Höckelmann, Jörg Immendorff, Reimer Joachims, Wolf Knoebel, Peter Pocher, Blinky Palermo, A. R. Penck, Sigmar Polke, Gerhard Richter, Reiner Ruthenbeck, Norbert Tadeusz, Franz Erhard Walther | 6. Juni bis 2. Juli             |
| 1972 | Aspekte der Neuen Sachlichkeit                                                                                               | Rudolf Dischinger, Otto Dix, August Wilhelm Dressler, Peter Förster, Ernst Fritsch, Carl Grossberg, Georg Grosz, Lea Grundig, Manfred Hirzel, Hannah Höch, Karl Hubbuch, Alexander Kanoldt, Bernhard Klein, Franz Lenk, Jeanne Mammen, Carlo Mense, Kay Nebel, Franz Radziwill, Christian Schad, Rudolf Schlichter, H. Schmidt-Berg, Georg Scholz, Georg Schrimpf, Rudolf Wacker, Gustav Wunderwald | 18. Juli bis 28. August         |
| 1972 | André Thomkins | André Thomkins | 5. September bis 1. Oktober     |
| 1972 | Julius Bissier | Julius Bissier | 17. Oktober bis 12. November    |
| 1972 | Richard Kriesche | Richard Kriesche | 20. November bis 27. November   |
| 1972 | Junge Österreicher III | Alfred Hofkunst | 5. Dezember bis 30. Dezember    |
| 1973 | Tomi Ungerer | Tomi Ungerer | 16. Jänner bis 11. Februar      |
| 1973 | Gerhard Richter | Gerhard Richter | 8. März bis 31. März            |
| 1973 | Paul von Rittinger | Paul von Rittinger | 10. April bis 7. Mai            |
| 1973 | Fred Sandback | Fred Sandback | 9. Mai bis 27. Mai              |
| 1973 | Franz Xaver Ölzant | Franz Xaver Ölzant | 8. Juni bis 27. Juni            |
| 1973 | Gustav Klimt – Egon Schiele                                                                                                  | Gustav Klimt, Egon Schiele | 3. Juli bis 25. August          |
| 1973 | Maria Lessing Animationen | Maria Lassnig | 4. September bis 28. September  |
| 1973 | Galerie Stampa, Basel | Archigram, Antonio Dias, Joel Fisher, Corsini Fontana, Flavio Paolucci, A. R. Penck | 9. Oktober bis 4. November      |
| 1973 | Superstudio Florenz | Superstudio | 13. November bis 2. Dezember    |
| 1973 | Zeichnungen der Österreichischen Avantgarde                                                                                  | Christian Ludwig Attersee, Joannis Avramidis, Gottfried Bechtold, Hubert Berchtold, Coop Himmelblau, Wolfgang Ernst, Heinz Gappmayr, Haus-Rucker & Co, Hans Hollein, Kurt Kocherscheidt, Maria Lassnig, Michael Lechner, Hermann Nitsch, Josef Nöbauer, Oswald Oberhuber, Max Peintner, Walter Pichler, Peter Pongratz, Arnulf Rainer, Franz Ringel, Gerhard Rühm, Mario Terzic | 11. Dezember bis 5. Jänner      |
| 1974 | Fritz von Herzmanovsky-Orlando                                                                                               | Fritz von Herzmanovsky-Orlando | 15. Jänner bis 15. Februar      |
| 1974 | Ulrich Erben Malerei | Ulrich Erben | 19. Februar bis 12. März        |
| 1974 | Richard Smith | Richard Smith | 12. März bis 31. März           |
| 1974 | Medium Photographie | Lothar Baumgarten, Christian Boltanski, Marcel Broothares, Hamish Fulton, Jean le Gac, Jörg Immendorf, Wolf Knebel, Christoph Kohlhöfer, Walther Joseph de Maria, A. R. Penck, Bridgit Polk, Sigmar Polke, Arnulf Rainer, Gerhard Richter, Katharina Sieverding, Jack Smith, Aldo Tagliaferro, Johannes Constantinides Taxidakis | 5. April bis 27. April          |
| 1974 | Kunst der sechziger Jahre: Amerikanische Graphik aus der Sammlung Ludwig                                                     | Allan d'Archangelo, Alex Colville, Nancy Stevenson Graves, Richard Hamilton, Robert Indiana, Jasper Johns, Allen Jones, Roy Lichtenstein, Robert Morris, Robert Rauschenberg, James Rosenquist, Joe Tilson, Andy Warhol, Tom Wesselmann | 7. Mai bis 2. Juni              |
| 1974 | Konstantin Mjelnikow | Konstantin Mjelnikow | 11. Juni bis 30. Juni           |
| 1974 | Alfred Kubin: Frühe Werke | Alfred Kubin | 2. Juli bis 1. September        |
| 1974 | Donald Judd | Donald Judd | 10. September bis 30. September |
| 1974 | Dan Flavin | Dan Flavin | 16. September bis 30. September |
| 1974 | Herbert Bayer | Herbert Bayer | 8. Oktober bis 31. Oktober      |
| 1974 | Kunst des XX. Jahrhunderts aus Tiroler Privatbesitz                                                                          | Johannis Avramidis, Hermann Blumenthal, Herbert Boeckl, Antonio Calderara, Lovis Corinth, Hanne Darboven, André Derain, Kees van Dongen, Raoul Dufy, Albin Egger-Lienz, Max Ernst, George Grosz, Erich Heckel, Carl Hofer, Ernst Ludwig Kirchner, Paul Klee, Gustav Klimt, Oskar Kokoschka, Anton Kolig, Alfred Kubin, Sol Lewitt, Urs Lüthi, August Macke, Kasimir Malewitsch, Piet Mondrian, Max Pechstein, Pablo Picasso, Auguste Rodin, Egon Schiele, Wilhelm Thöny, Cy Twombly, Rudolf Wacker, Franz Erhard Walther, Fritz Wotruba | 5. November bis 30. November    |
| 1974 | Junge Österreicher V | Ernst Caramelle, Günther Lierschof, Cora Pongracz, Turi Werkner | 3. Dezember bis 23. Dezember    |
| 1975 | Lyonel Feininger | Lyonel Feininger | 14. Jänner bis 15. Februar      |
| 1975 | Walter Kampmann | Walter Kampfmann | 25. Februar bis 27. März        |
| 1975 | Hetum Gruber | Hetum Gruber | 1. April bis 10. April          |
| 1975 | Architektur der zwanziger Jahre                                                                                              | Diverse | 15. April bis 29. April         |
| 1975 | Frederick J. Kiesler | Frederick J. Kiesler | 6. Mai bis 28. Mai              |
| 1975 | Marc Adrian | Marc Adrian | 3. Juni bis 25. Juni            |
| 1975 | Alfred Kubin: Zeichnungen 1920 bis 1954                                                                                      | Alfred Kubin | 1. Juli bis 7. September        |
| 1975 | Hans Krenn | Hans Krenn | 9. September bis 5. Oktober     |
| 1975 | Selbstporträt als Selbstdarstellung                                                                                          | Vicenzo Agnetti, Gabor Attalai, Christian Ludwig Attersee, Gottfried Bechtold, Ben, Christian Boltanski, Friedl Bondy, Luciano Castelli, Joel Fisher, Jochen Gerz, Gilbert & George, Michel Journiac, Juergen Klauke, Urs Lüthi, Oswald Oberhuber, Luigi Ontani, Claudio Parminggiani, Giulio Paolini, Giuseppe Penone, Arnulf Rainer, Salvo, Lucas Samaras, Katherina Sieverding, Alex Silber, Petr Štembera, Timm Ulrichs, Jiri Valoch, Peter Weibel, Turi Werkner | 14. Oktober bis 5. November     |
| 1975 | Coop Himmelblau | Coop Himmelb(l)au | 18. November bis 1. Dezember    |
| 1975 | Junge Österreicher VI | Heinz Cibulka | 9. Dezember bis 15. Dezember    |
| 1975 | Junge Österreicher VII | A. R. Hofer, Erich Hörtnagl, Friedrich Panzer | 16. Dezember bis 14. Jänner     |
| 1976 | Heinrich Kühn | Heinrich Kühn | 20. Jänner bis 29. Februar      |
| 1976 | Kunst aus Sprache | Friedrich Achleitner, Marc Adrian, H. C. Artmann, Christian Ludwig Attersee, Josef Bauer, Heimrad Bäcker, Gottfried Bechtold, Elfriede Czurda, Valie Export, Heinz Gappmayr, Friedrich Hahn, Ernst Jandl, Gritz Lichtenau, Friederike Mayröcker, Reinhard Priessnitz, Arnulf Rainer und Dieter Roth, Gerhard Rühm, W. D. Steiger, Peter Weibel | 9. März bis 4. April            |
| 1976 | Erika Giovanni Klein: Der Wiener Kinetismus                                                                                  | Erika Giovanni Klein | 13. April bis 9. Mai            |
| 1976 | Architekt Helmut Grimmer | Helmut Grimmer | 18. Mai bis 6. Juni             |
| 1976 | Französische Meisterphotographen                                                                                             | Brassaï, Henri Cartier-Bresson, Jean-Philippe Charbonnier, Robert Doisneau, Izis, Marc Riboud | 14. Juni bis 7. Juli            |
| 1976 | Max Beckmann | Max Beckmann | 27. Juli bis 10. September      |
| 1976 | Robert Adrian X | Robert Adrian X | 14. September bis 1. Oktober    |
| 1976 | Beispiele neuerer österreichischer Kunst                                                                                     | Kurt Absolon, Joannis Avramidis, Herbert Bayer, Herbert Boeckl, Jean Egger, Albin Egger-Lienz, Anton Faistauer, Emanuel Fohn, Richard Gerstl, Carry Hauser, Fritz von Herzmanovsky-Orlando, Erika Giovanna Klien, Oskar Kokoschka, Anton Kolig, Alfred Kubin, Oswald Oberhuber, Sergius Pauser, Werner Scholz, Eduard Thöny, Wilhelm Thöny, Andreas Urteil, Rudolf Wacker, Hans Weber-Tyrol, Max Weiler, Fritz Wotruba | 19. Oktober bis 10. November    |
| 1976 | Time, Words and the Camera – Approaches                                                                                      | Keith Arnatt, Derek Boshier, Ian Breakwell, Michael Druks, David Dye, Philippe Ecobichon, Vaughan Grylls, Tim Head, Richard Johnson, Denis Masi, Sarah McCarthy, Simon Nicholson, Glen Onwin, Roger Palmer, Michael Peel, John Stezaker, Boyd Webb, Marie Yates | 16. November bis 3. Dezember    |
| 1976 | Junge Österreicher VII | Albert Mayr, Walter Reindorf, Helmut Christoph Degn, Waltraut Cooper, Karl Hikade | 14. Dezember bis 14. Jänner     |
| 1977 | Michael Badura | Michael Badura | 18. Jänner bis 6. Februar       |
| 1977 | Österreichische Avantgarde 1900–1938: Ein Unbekannter Aspekt                                                                 | Eduard Bäumer, Rudolf Baschant, Leopold Bauer, Herbert Bayer, Albert Bechtold, Uriel Birnbaum, Adolf Böhm, Alfred Buchta, Friedel Dicker-Brandeis, Josef Dobrowsky, Georg Ehrlich, Führlinger, Albert Paris Güntersloh, Franz Hagenauer, Anton Hanak, Carry Hauser, Raoul Hausmann, Franz Hoellering, Josef Hoffmann, Leo Sebastian Humer, Johannes Itten, Lajos Kassák, Frederick Kiesler, Erika Giovanna Klien, Kiki Kogelnik, Axl Leskoschek, Erich Mallina, S. A. Mark, Kolo Moser, Robert Müller, Ernst Nepo, G. Neuwirth, Joseph Maria Olbrich, Max Oppenheimer, Friedrich Panzer, Ernst A. Plischke, Carl Anton Reichel, Johanna Reismayer-Fritsche, Ludwig Reutterer, Alois Riedl, Adam Teltscher, Mitzi von Uchatius, Richard Wagner, Wiener Werkstätte, Anny Wottitz, Herta Zuckermann, Franz von Zülow                   | 15. Februar bis 20. März        |
| 1977 | Michael Heizer | Michael Heizer | 29. März bis 16. April          |
| 1977 | Claudio Parmiggiani: Tavole Teatri Riti                                                                                      | Claudio Parmiggiani | 19. April bis 11. Mai           |
| 1977 | Tiroler Künstler bauen ein Haus in Friaul                                                                                    | diverse | 12. Mai bis 20. Mai             |
| 1977 | Internationale Photobücher, Photozeitschriften, Photographie                                                                 | Diane Arbus, George Barque, Marcel Duchamp, Josef Huber, Wulf Ligges, Man Ray, Walter Reindorf | 24. Mai bis 4. Juni             |
| 1977 | Hans Arp | Hans Arp | 7. Juni bis 2. Juli             |
| 1977 | Alfred Kubin | Alfred Kubin | 5. Juli bis 25. September       |
| 1977 | Gilbert & George | Gilbert & George | 13. Oktober bis 31. Oktober     |
| 1977 | Kunstbücher, Kataloge, Zeitschriften, Posters Mobil Oil Corporation                                                          | William Bailey, James Brooks, Christo, Allan d'Arcangelo, Roy Lichtenstein, Constantino Nivola, Robert Andrew Parker, Robert Rauschenberg, James Rosenquist, Edward Ruscha, Raymond Saunders, Ben Schonzeit, Velox Ward | 8. November bis 20. November    |
| 1977 | American Photographers | Lewis Baltz, Lee Friedlander, Ralph Gibson, Les Krims, Mayr Ellen Mark, Duane Michels, Steven Shore, Neal Slavin | 22. November bis 4. Dezember    |
| 1977 | Cornelius Kolig: Tactiles | Cornelius Kolig | 9. Dezember bis 15. Jänner      |
| 1978 | Giuseppe Zigaina | Giuseppe Zigaina | 24. Jänner bis 18. Februar      |
| 1978 | Bruno Gironcoli | Bruno Gironcoli | 22. Februar bis 12. März        |
| 1978 | Serge Poliakoff | Serge Poliakoff | 21. März bis 23. April          |
| 1978 | Sechs Architekten vom Schillerplatz                                                                                          | Johann Georg Gsteu, Hans Hollein, Wilhelm Holzbauer, Josef Lachner, Gustav Peichl, Johannes Spalt | 9. Mai bis 28. Mai              |
| 1978 | Fünf aus Paris | Didier Bay, Christian Boltanski, Jochen Gerz, Jean Le Gac, Paul-Armand Gette | 6. Juni bis 25. Juni            |
| 1978 | Maurizio Nannucci: Sessanta Certi Naturali                                                                                   | Maurizio Nannucci | 4. Juli bis 15. Juli            |
| 1978 | Carl Moser: Das graphische Werk                                                                                              | Carl Moser | 18. Juli bis 30. September      |
| 1978 | Alain Kirili | Alain Kirili | 10. Oktober bis 29. Oktober     |
| 1978 | James Ensor | James Ensor | 21. November bis 23. Dezember   |
| 1979 | Reportagen – Fotografen | Diane Arbus, Manuel Alvarez Bravo, Robert Frank, Josef Koudelka, Homer Sykes, Shomei Tomatsu, Nikolaus Walter | 16. Jänner bis 11. Februar      |
| 1979 | Klemens Brosch | Klemens Brosch | 28. Februar bis 25. März        |
| 1979 | Architekt Heinz Tesar | Heinz Tesar | 3. April bis 20. April          |
| 1979 | Marcel Broothaers | Marcel Broothaers | 24. April bis 17. Mai           |
| 1979 | 100 Jahre Kunsthistorisches Institut der Universität Innsbruck: Kunstwerke aus dem Besitz des Instituts                      | diverse | 22. Mai bis 6. Juni             |
| 1979 | Max Klinger | Max Klinger | 12. Juni bis 8. Juli            |
| 1979 | Österreichische Zeichnungen und Aquarelle des frühen XX. Jahrhunderts aus dem Besitz der Graphischen Sammlung Albertina Wien | Herbert Boeckl, C. O. Czeschia, Albin Egger-Lienz, Georg Ehrlich, Josef Engelhart, Anton Faistauer, Gerhart Frankl, Richard Gerstl, Albert Paris Gütersloh, Fritz von Herzmanovsky-Orlando, Rudolf Jettmar, Ludwig Heinrich Jungnickel, Gustav Klimt, Friedrich König, Oskar Kokoschka, Anton Kolig, Alfred Kubin, Oskar Laske, Georg Merkel, Dagobert Peche, Egon Schiele, Wilhelm Thöny, Rudolf Wacker, Franz Wiegele | 24. Juli bis 30. September      |
| 1979 | Randarchitektur aus den USA                                                                                                  | diverse | 9. Oktober bis 28. Oktober      |
| 1979 | Gerhild Diesner | Gerhild Diesner | 30. Oktober bis 26. November    |
| 1979 | Emilio Vedova | Emilio Vedova | 29. November bis 13. Jänner     |

### 1980 bis 1989
| Jahr | Ausstellung                                                                             | Künstler | Dauer                          |
| ---- | --------------------------------------------------------------------------------------- | --- | ------------------------------ |
| 1980 | Wege des Zeichnens: England Heute                                                       | Clive Barker, Peter Blake, Bernard Cohen, Michael Craig-Martin, Rita Donagh, Barry Flanagan, David Hockney, John Hoyland, Paul Hurley, Bill Jacklin, Peter Joseph, Jeremy Moon, Martin Naylor, Tom Philipps, Carl Plackman, Bridget Riley, Michael Sadle, Colin Self, Richard Smith, Ian Stephenson, William Tucker, John Walker | 12. Februar bis 9. März        |
| 1980 | Raoul Hausmann Kamerafotografien 1927–1957                                              | Raoul Hausmann | 25. März bis 20. April         |
| 1980 | Afro                                                                                    | Afro Basaldella | 29. April bis 14. März         |
| 1980 | Gottfried Wiegand                                                                       | Gottfried Wiegand | 20. Mai bis 15. Juni           |
| 1980 | Oskar Kokoschka                                                                         | Oskar Kokoschka | 24. Juni bis 24. August        |
| 1980 | Die bemalte Stadt: Strassenkunst-Wandbilder                                             | diverse | 23. September bis 12. Oktober  |
| 1980 | Japanische Photographien des späten 19. Jahrhunderts                                    | diverse | 14. Oktober bis 31. Oktober    |
| 1980 | Wilfried Kirschl                                                                        | Wilfried Kirschl | 11. November bis 6. Dezember   |
| 1980 | Austrian New Wave: Neuere Architektur aus Wien                                          | Werner W. Appelt, Eberhard Kneißl, Renate-Elsa Prochazka, Hermann Czech, Heinz Frank, Rudolf Kohoutek, Kapfinger & Krischanitz, Rob Krier, Heinz Tesar | 9. Dezember bis 23. Dezember   |
| 1981 | Reimer Jochims                                                                          | Reimer Jochims | 12. Jänner bis 8. Februar      |
| 1981 | Paul-Armand Gatte: Exotik als Banalität                                                 | Paul-Armand Gatte | 10. Februar bis 22. Februar    |
| 1981 | Kollektiv Herzogstrasse München                                                         | Kollektiv Herzogstrasse | 24. Februar bis 22. März       |
| 1981 | Walter Honeder                                                                          | Walter Honeder | 24. März bis 17. April         |
| 1981 | Künstlerplakate von Picasso bis Warhol                                                  | Josef Albers, Karel Appel, Shusaku Arakawa, Joseph Beuys, Max Bill, George Braque, Marcel Broothaers, Günther Brus, Marc Chagall, Christo, Hanne Darboven, Jan Dibbets, Jim Dine, Jean Dubuffet, Max Ernst, Sam Francis, Richard Hamilton, David Hockney, Robert Indiana, Jasper Johns, Yves Klein, Knoedler, Fernand Léger, Sol LeWitt, Roy Lichtenstein, Richard Lindner, Henri Matisse, Almir Mavignier, Joan Miro, A. R. Penck, Pablo Picasso, Serge Poliakoff, Robert Rauschenberg, Martial Raysse, James Rosenquist, Antoni Tapies, Richard Tuttle, Cy Twombly, Victor Vasarely, Franz Erhard Walther, Andy Warhol | 5. Mai bis 6. Juni             |
| 1981 | Carlo Carrà                                                                             | Carlo Carrà | 16. Juni bis 12. Juli          |
| 1981 | Gipfeltreffen – Sieben Meister der Karikatur                                            | André Francois, Roland Searle, Jean-Jacques Sempé, Saul Steinberg, Roland Torop, Tomi Ungerer, Friedrich Karl Waechter | 21. Juli bis 9. September      |
| 1981 | Peter Paul Atzwanger                                                                    | Peter Paul Atzwanger | 15. September bis 10. Oktober  |
| 1981 | Kunst und Kultur im Buch                                                                | diverse | 12. Oktober bis 31. Oktober    |
| 1981 | Norbert Drexel                                                                          | Norbert Drexel | 10. November bis 6. Dezember   |
| 1981 | Alberto Burri: Collotex und Multiple                                                    | Alberto Burri | 15. Dezember bis 20. Jänner    |
| 1982 | Leopold Hauer                                                                           | Leopold Hauer | 9. Februar bis 7. März         |
| 1982 | Ernst Barlach                                                                           | Ernst Barlach | 9. März bis 4. April           |
| 1982 | Sechserlei: 6 Künstler aus Kärnten                                                      | Alois Köchl, Viktor Rogy, Reinhold Suppan, Wolfgang Walkensteiner, Zorka L. Weiss, Johanes Zechner | 15. April bis 9. Mai           |
| 1982 | Kurt Moldovan                                                                           | Kurt Moldovan | 1. Juni bis 27. Juni           |
| 1982 | Paul Flora                                                                              | Paul Flora | 30. Juni bis 29. August        |
| 1982 | Neue Photographie aus Tirol                                                             | Johannes Atzinger, Josef Gombocz, Josef Huber, Othmar Kopp, Rupert Larl, Paul Albert Leitner, Christine Ljubanovic, Markus Pezzei, Hansjörg Widmoser | 7. September bis 1. Oktober    |
| 1982 | Meisterwerke der klassischen Moderne aus dem Augustinermuseum Freiburg                  | Hermann Daur, Rudolf Dischinger, Otto Dix, Erich Heckel, Karl Hofer, Alexander Kanoldt, August Macke, Hanna Nagel, Hans Purrmann, Hermann Scherer, Wilhelm Schnarrenberger, Emil Rudolf Weiß, Wladimir Zabotin | 5. Oktober bis 7. November     |
| 1982 | Franz Pöhacker                                                                          | Franz Pöhacker | 9. November bis 30. November   |
| 1982 | British Posters: Plakatkunst in Großbritannien 1890–1980                                | diverse | 2. Dezember bis 23. Dezember   |
| 1983 | Franz Zadrazil                                                                          | Franz Zadrazil | 18. Jänner bis 13. Februar     |
| 1983 | Karl Rössing                                                                            | Karl Rössing | 22. Februar bis 21. März       |
| 1983 | Tiroler Photographiegeschichte: Die Photographen Mariner in Bruneck                     | Atelier Mariner | 12. April bis 28. April        |
| 1983 | Werner Scholz                                                                           | Werner Scholz | 36. Mai bis 29. Mai            |
| 1983 | Klassiker der Avantgarde: Die ungarischen Konstruktivisten                              | István Beöthy, Aurél Bernáth, Sándor Bortnyik, Alfred Forbäth, Vilmos Huszár, Lajos Kassák, Kassák-Vasarely, Dezso Korniss, László Moholy-Nagy, Farkas Moninár, Lászlo Péri, Anna Steiner Beöthy, Lajos Tihanyi, Béla Uitz, Andor Weininger | 6. Juni bis 9. Juli            |
| 1983 | Ferdinand Hodler                                                                        | Ferdinand Hodler | 19. Juli bis 3. September      |
| 1983 | Begegnungen mit China                                                                   | Martin Hürlimann | 20. September bis 15. Oktober  |
| 1983 | Versuche zur Baukunst                                                                   | Alessandro Alvera, Luigi Blau, Helmut Grimmer, Roland Hagmüller, Otto Häuselmayer, Dimitris Manikas, Boris Podrecca | 3. November bis 25. November   |
| 1983 | Peter Prandstetter                                                                      | Peter Prandstetter | 29. November bis 23. Dezember  |
| 1984 | Edouard Boubat                                                                          | Edouard Boubat | 17. Jänner bis 12. Februar     |
| 1984 | 10 Jahre Landesdenkmalamt Südtirol 1973–1983                                            | diverse | 28. Februar bis 25. März       |
| 1984 | Bauen in unserer Zeit                                                                   | Architekturbüro BBPR, Behnisch und Partner, Belgiojoso-Peressuti-Rogers, Gottfried Böhm, Darbourne und Darke, Fehling und Gogel, Ernst Gisel, Rolf Gutbrod, Hermann Hertzberger, Kammerer und Belz u. Partner, Rolf Keller, Lucien Kroll, Robert Maguire und Keith Murrey, Karlfried Mutschler und Joachim Langner, Rail und Reima Pietilä, Anton Schweighofer, Kaija und Heikki Sirén | 3. April bis 28. April         |
| 1984 | Werner Berg                                                                             | Werner Berg | 3. bis 26. Mai                 |
| 1984 | Odilon Redon                                                                            | Odilon Redon | 3. Juli bis 19. August         |
| 1984 | Mario Negri                                                                             | Mario Negri | 4. September bis 29. September |
| 1984 | Mark Tobey                                                                              | Mark Tobey | 9. Oktober bis 31. Oktober     |
| 1984 | Maurice Tabard                                                                          | Maurice Tabard | 6. November bis 2. Dezember    |
| 1984 | X 3 Posters                                                                             | Bon Linney und Ken Meharg | 4. Dezember bis 22. Dezember   |
| 1985 | David Levine                                                                            | David Levine | 15. Jänner bis 2. Februar      |
| 1985 | Gewächshäuser und Wintergärten im neunzehnten Jahrhundert                               | diverse | 21. Februar bis 15. März       |
| 1985 | Inge C. Pohl „Hegeflächen“                                                              | Inge C. Pohl | 20. März bis 12. April         |
| 1985 | Bilder. Bücher. Märchenhaftes. 1904–1984                                                | Christian Ludwig Attersee, Eduard Bäumer, Friedrich von Berzeviczy-Pallavicini, Uriel Birnbaum, Kurt Barcharz, Günter Brus, Franz Cizek, Carl Otto Czeschka, Franz Delavilla, Stefan Eggeler, Margarete Hamerschlag, Carry Hauser, Urban Janke, Birgit Jürgenssen, Moriz Jung, Gustav Kalhammer, Rudolf Kalvach, Angelika Kaufmann, Anton von Kenner, Mela Köhler, Oskar Kokoschka, Axl Leskoschek, Bertold Löffler, Erich Mallina, Gustav Marisch, Friederike Mayröcker, Kurt Moldovan, Oswald Oberhuber, Gerhard Rühm, Roman Scheidl, Georg Schmid, Erhard Stöbe, Mario Terzic, Franz Türtscher, Franz Wacik, Felix Maske, Wiener Werkstätte, Robert Zeppel-Sperl, Herta Zuckermann, Franz von Zülow, Marie von Zülow | 16. April bis 12. Mai          |
| 1985 | Helmut Krumpel                                                                          | Helmut Krumpel | 7. bis 29. Juni                |
| 1985 | Eine Sammlung von Zeichnungen des 19. und 20. Jahrhunderts                              | Elisabeth Andrae, Horst Antes, Paul Basilius Barth, Hans Berger, Joseph Beuys, Burkhart Beyerle, Robert Budzinski, Hans Karl Burgeff, Johann Vinzenz Cissarz, Max Clarenbach, Otto Dix, Franz Eggenschwiler, Anton Engelhard, Paul Flora, Eugène Grasset, Carl R. Haeser, Henri Harpignies, Erwin Heerich, Berend Hendriks, Joseph Hendrickx, David Hockney, Franz Maria Jansen, Erich W. John, Konrad von Kardorff, Thijs van Kimmenade, Ludwig Kirschner, Rudolf Konsten, Karl Kröner, Walter Leistikow, Werner Leuenberger, Julo Levin, Bernhard Luginbühl, Ewald Mataré, Zoran Antonio Music, Carel de Nerée tot Babberich, Walter Ophey, Willem den Ouden, Herman de Rouville, Holger Runge, Wolfgang Schmitz, Viktor Schufinsky, Wolfgang Schulte, Armand Seguin, Albert Sok, Arthur Stadler, Hermann Teuber, André Thomkins, Hildegard Toerckler, Hann Trier, Otto Ubbelohde, Axel Vater, Johann van Vlaanderen, Sion Longley Wenban, Willem Wenckebach, H. J. M. Weve, Gottfried Wiegand, Martel Wiegand, Willem de Zwart | 2. Juli bis 11. August         |
| 1985 | Alberto Giacometti                                                                      | Alberto Giacometti | 8. Oktober bis 3. November     |
| 1985 | Die Kunst der Comics                                                                    | diverse | 12. November bis 8. Dezember   |
| 1985 | Norbert Pümpel: Wahrscheinliche Bilder                                                  | Norbert Pümpel | 10 Dezember bis 12. Jänner     |
| 1986 | Giorgio Sommer                                                                          | Giorgio Sommer | 21. Jänner bis 14. Februar     |
| 1986 | André Thomkins                                                                          | André Thomkins | 18. Februar bis 16. März       |
| 1986 | Peter Cook: Arbeiten von 1970–1985                                                      | Peter Cook | 18. März bis 13. April         |
| 1986 | Anerkennung des Landes Tirol für neues Bauen 1985                                       | Othmar Barth, Reinhold und Ines Bösch, Andreas Egger, Joachim Fanta, Margarethe Heubacher-Sentobe, Reinhardt Honold und Wolfgang Pöschl, Josef Lackner, Peter Lorenz, Peter Nocker, Günther Norer, Johannes Obermoser, Horst Parson, Horst Passer, Hanno Schlögl, Heinz Sottner, Jörg Streli | 22. April bis 4. Mai           |
| 1986 | Hans Illmer (1878–1936): Ein Tiroler Architekt                                          | Hans Illmer | 13. Mai bis 8. Juni            |
| 1986 | Gunter Damisch / Hubert Scheibl                                                         | Gunter Damisch, Hubert Scheibl | 24. Juni bis 18. Juli          |
| 1986 | Jean-Jaques Sempé                                                                       | Jean-Jaques Sempé | 22. Juni bis 17. August        |
| 1986 | A. Paul Weber                                                                           | A. Paul Weber | 2. September bis 27. September |
| 1986 | Ingrid von Kruse                                                                        | Ingrid von Kruse | 30. September bis 19. Oktober  |
| 1986 | Agnes Muthspiel                                                                         | Agnes Muthspiel | 28. Oktober bis 23. November   |
| 1986 | Günter Brus / Arnulf Rainer – Vertiefungen mit Bewölkung. Gemeinschaftsarbeiten         | Günter Brus, Arnulf Rainer | 11. Dezember bis 4. Jänner     |
| 1987 | Imi Knoebel                                                                             | Imi Knoebel | 17. Februar bis 14. März       |
| 1987 | Tony Cragg                                                                              | Tony Cragg | 17. März bis 12. April         |
| 1987 | Graphik des deutschen Impressionismus: Max Liebermann, Max Slevogt, Lovis Corinth       | Max Liebermann, Max Slevogt, Lovis Corinth | 14. April bis 9. Mai           |
| 1987 | Österreichische Künstler der Gegenwart: Arbeiten auf Papier; Sammlung Kermer, Stuttgart | Siegfried Anzinger, Christian Ludwig Attersee, Günter Brus, Tone Fink, Heinz Frank, Bruno Gironcoli, Roland Goeschl, Rudolf Hoflehner, Hans Hollein, Alfred Hrdlicka, Martha Jungwirth, Kurt Kocherscheidt, Cornelius Kolig, Maria Lassnig, Ernst Len, Oswald Oberhuber, Walter Pichler, Arnulf Rainer, Gerhard Rühm, Herwig Schubert, Rudolf Schwarzkogler, Martin Walde, Othmar Zechyr | 19. Mai bis 13. Juni           |
| 1987 | Sozialer Wohnbau in Tirol. Historischer Überblick und Gegenwart                         | diverse | 16. Juni bis 4. Juli           |
| 1987 | Paul Klee                                                                               | Paul Klee | 16. Juli bis 28. August        |
| 1987 | Rupert Larl: Instant Poetry                                                             | Rupert Larl | 1. September bis 20. September |
| 1987 | Panorama & Panorama                                                                     | Roberto Banci, Christian Cassar, Ulrich Egger, Andreas Hapkemeyer, Christian Jellici, Erich Kofler, Petter Kortleitner, Heinz Mader, Uli Moroder, Alessandra Poggini, Martina Stufflesser, Sabina Vallazza, Christina Vignocchi | 6. bis 29. Oktober             |
| 1987 | Josef Hoffmann (1870–1956): Variationen                                                 | Josef Hoffmann | 3. bis 29. November            |
| 1987 | Francesco Clemente                                                                      | Francesco Clemente | 1. Dezember bis 10. Jänner     |
| 1988 | Kunstfotografie um 1900 in Deutschland                                                  | Eduard Arning, Wilhelm Carl Friedrich Bandelow, Heinrich Beck, Friedrich Behrens, A. Böhmer, Anton Joachim Christian Bruhn, Minya (Julie Wilhelmine) Diez-Dührkoop, Georg Einbeck, Hugo Erfurth, Frank Eugene, Franz Fiedler, Leopold von Glaserfeld, George Henry Grell, Auro Hertwig, Jacob Hilsdorf, Theodor und Oskar Hofmeister, Alfred Kirstein, Carl Christian Heinrich Kühn, Eduard Lankes, Alma Lessing, Arthur Vianna de Lima, Adolphe de Meyer, Heinrich Wilhelm Müller, Nicola Perscheid, Arnold Petersen, Robert Proessdorf, Erwin Raupp, Otto Scharf, Carl Schiewek, Heinrich Ludwig Schmidt, Gustav Trinks | 26. Jänner bis 18. Februar     |
| 1988 | Locations. New York Aktuell                                                             | Richard Artschwager, Clegg & Guttman, Dan Flavin, Tishan Hsu, Joseph Kosuth, Peter Schuyff | März                           |
| 1988 | Sehtexte. Konkret – Visuell – Heute                                                     | Vincenzo Accane, Heimrad Bäcker, Tommaso Binga, Ugo Carrega, Sergio Cena, Vitaldo Conte, Reinhard Döhl, Heinz Gappmayr, Ilse Garnier, Pierre Garnier, Eugen Gomringer, Andreas Hapkemeyer, Bodo Hell, Siegfried Höllrigl, Emilio Isgro, Ernst Jandl, Arrigo Lora-Totino, Friederike Mayröcker, Franz Mon, Luciano Ori, Gerhard Rühm, Siegfried J. Schmidt, Matthias Schönweger, Adriano Spatola, Timm Ulrichs, Alberto Vitacchio, Franz Josef Werber, Wolf Wezel, William Xerra | 19. April bis 15. Mai          |
| 1988 | Das Bild der Industrie in Österreich. 1800–1900                                         | diverse | 31. Mai bis 3. Juli            |
| 1988 | Wilhelm Thöny                                                                           | Wilhelm Thöny | 19. Juli bis 28. August        |
| 1988 | Lucebert. Arbeiten auf Papier 1950–1987                                                 | Lucebert | 13. September bis 7. Oktober   |
| 1988 | Bodo Buhl                                                                               | Bodo Buhl | 18. Oktober bis 18. November   |
| 1988 | Bauhausfotografie                                                                       | diverse | 29. November bis 6. Jänner     |
| 1989 | Rudolf Schönwald. Zeichnungen und Holzschnitte                                          | Rudolf Schönwald | 10. Jänner bis 2. Februar      |
| 1989 | Baujahre. Bauten – Bauherren – Preise                                                   | diverse | 7. Februar bis 26. Februar     |
| 1989 | Peter Fischli. David Weiss. Gummiplastiken/Film/Fotografien                             | Peter Fischli und David Weiss | 7. März bis 31. März           |
| 1989 | François Morellet                                                                       | François Morellet | 4. April bis 30. April         |
| 1989 | Alfons Walde                                                                            | Alfons Walde | 16. Mai bis 9. Juni            |
| 1989 | Käthe Kollwitz                                                                          | Käthe Kollwitz | 17. Juni bis 13. Juli          |
| 1989 | Rudolf Wacker (1893–1939): Ölgemälde, Zeichnungen                                       | Rudolf Wacker | 25. Juli bis 1. September      |
| 1989 | Zeit-Bilder. 150 Jahre Photographie. Tirol. Südtirol. Trentino                          | diverse | 12. September bis 6. Oktober   |
| 1989 | Künstler sammelt Kunst z. B. Fuchs Herbert.                                             | Johannes Atzinger, Christine Bader, Donald Baechler, Ursula Böckler, Peter Bömmels, Roberto Cabot, Walter Dahn, Jim Dine, Jiri Georg Dokoupil, Alfons Egger, Peter Feller, Dieter Fuchs, Martin Gostner, Günther Gstrein, Richard Höck, Martin Kippenberger, Siegfried Klotz, Peter Kogler, Roman Lachberger, Markus Oehlen, Andreas Paulitsch, Beatrix Sunkovsky, Martin Walde, Can Yasargil | 17. Oktober bis 10. November   |
| 1989 | Artists' Prints                                                                         | Erik Andriesse, Armando, Marlene Dumas, Ger van Elk, Sigurdur Gudmundsson, Niek Kemps, Rob van Koningsbruggen, Han Schuil, Carel Visser | 14. November bis 15. Dezember  |

### 1990 bis 1997
| Jahr | Ausstellung                                                                        | Künstler | Dauer                           |
| ---- | ---------------------------------------------------------------------------------- | --- | ------------------------------- |
| 1990 | Ausgesetzt auf den Bergen des Herzens                                              | Kurt Baluch, Hannes Franz, Dietmar Geppert, Leiko Ikemura, Andrea Mariacher, Martha Presslaber, Elfride Skramovsky, Günther Steiner, Christian Stock, Elmar Trenkwalder, Helmut Trojer | 16. Jänner bis 9. Februar       |
| 1990 | Wien – Möbel                                                                       | Luigi Blau, Hermann Czech, Thomas Exner, Irmgard Frank, Büro Igirien, Franz Eberhard Kneissl, Peter Kogler, Adolf Krischanitz, Miki Martinek, Else Prochazka, W. M. Pühringer, Oskar Putz, Gerwald Rockenschaub, Andreas Steiner | 20. Februar bis 16. März        |
| 1990 | Übergrenzen. Eine Zusammenarbeit                                                   | Clemens Kaletsch, Bernd Zimmer | 3. April bis 27. April          |
| 1990 | Bruno Gironcoli                                                                    | Bruno Gironcoli | 8. Mai bis 7. Juni              |
| 1990 | Die Berge im Gesicht                                                               | Clemens Aufderklamm, Erich Brugger, Martina Frisch, Gerd Jenewein, Oskar Krismer, Rupert Larl, Pail Albert Leitner, Zita Oberwalder, Brigitte Schalhaas, Elisabeth Schneider, Thomas Fiegl, Josef Sieß, Barbara Stefan, Andreas Stöger, Klaus Strickner, Friederike Zung | 19. Juni bis 6. Juli            |
| 1990 | Graphik International. Sammlung Josef Kübler                                       | diverse | 24. Juli bis 24. August         |
| 1990 | Kunst in Österreich: Die Sammlung der Zentralsparkasse                             | Siegfried Anzinger, Erwin Bohatsch, Günter Brus, Ernst Caramelle, Gunter Damisch, Georg Eisler, Adolf Frohner, Johann Hauser, Alfred Hrdlicka, Martha Jungwirth, Alfred Klinkan, Fritz Martinz, Kurt Matt, Alois Mosbacher, Otto Mühl, Oswald Oberhuber, Klaus Pinter, Arnulf Rainer, Franz Riegel, Gerwald Rockenschaub, Hubert Schmalix, Peter Sengl, Ernst Trawöger, August Walla, Franz West, Johanes Zechner, Robert Zeppel-Sperl | 7. September bis 7. Oktober     |
| 1990 | Sepp Dreissinger: Hauptdarsteller. Selbstdarsteller                                | Sepp Dreissinger | 11. Oktober bis 13. November    |
| 1990 | Grenoble à Innsbruck                                                               | Dominique Gonzales-Foerster, Bernard Joisten, Pierre Joseph, Véronique Joumard, Ange Leccia, Philippe Parreno, Jean-Luc Vilmouth | 15. November bis 14. Dezember   |
| 1991 | Nachbarn                                                                           | Gottfried Bechtold, Heinz Greissing, Oswald Oberhuber, Mario Rott, Isabel Sandner | 15. Jänner bis 8. Februar       |
| 1991 | Farbe & Fläche. Plakatives Grafik-Design der 80er Jahre aus Österreich             | diverse | 19. Februar bis 15. März        |
| 1991 | Arbeit – Junge Kunst Tirol                                                         | Klaus Bartl, Christian Röck, Nikolaus Schletterer, Michael Schneider | 21. März bis 12. April          |
| 1991 | Ein Bild/Blatt nach dem Anderen. Kunstankäufe des Landes Tirol                     | Peter A. Bär, Klaus Bartl, Maurizio Bonato, Norbert Drexel, Josef Egger, Martin Eiter, Walter Grundolf, Claudia Hirtl, Wilfried Kirschl, Peter Prandstetter, Christine S. Prantauer, Mario Rott, Arthur Salner, Egon Scoz, Reiner Scheistl, Christian Stock, Elmar Trenkwalder, Michael Ziegler | 29. April bis 18. Mai           |
| 1991 | Otto Modersohn im Allgäu 1926–1939                                                 | Otto Modersohn | 28. Mai bis 28. Juli            |
| 1991 | Werkstatt Kollerschlag                                                             | Felix Droese, David Rabinowitch, Klaus Rinke, Erwin Heerich, Walter Pichler | 16. Juli bis 2. August          |
| 1991 | Alfred Kubin                                                                       | Alfred Kubin | 8. August bis 30. August        |
| 1991 | Robert F. Hammerstiel: Der Stand der Dinge                                         | Robert F. Hammerstiel | 10. September bis 27. September |
| 1991 | Historische Industriearchitektur Tirol–Südtirol–Vorarlberg                         | diverse | 8. Oktober bis 8. November      |
| 1991 | 100 Werke: Kunst aus Ostdeutschland                                                | Christian Aigrinner, Gerhard Altenbourg, Irene Bösch, Carlfriedrich Claus, Wilfried Fitzenreiter, Heinz Fleischer, Hermann Glöckner, Gotthold Gloger, Waldemar Grzimek, Wolfram Hänsch, Josef Hegenbarth, Bernhard Heising, Albert Hennig, Wilhelm Höpfner, Karl-Heinz Jakob, Gerhard Klampäckel, Bodo Korsig, Gregor-Torsten Kozik, Wilhelm Lachnit, Hardi Lehmann, Horst de Marées, Harald Metzkes, Arno Mohr, Otto Möhwald, Michael Morgner, Carsten Nicolai, Otto Niemeyer-Holstein, Paloma Pipi (Rosemarie Kubitschek), Kurt Querner, Dagmar Ranft-Schinke, Thomas Ranft, Hans-Theo Richter, Klaus Rothenburger, Horst Sagert, Will Schestak, Lothar Sell, Matthias Stein, Andreas Stelzer, Heinz Tetzner, Andreas Thieme, Werner Tübke, Hans Vent, Claus Weidensdorfer, Werner Witting, Willy Wolff | 19. November bis 20. Dezember   |
| 1992 | Integrierte Fotografie                                                             | Elfriede Baumgartner, Stephan Böhm, Ilse Haider, Karin Hazelwander, Christine und Irene Hohenbüchler, Brigit Jürgenssen, Karl-Heinz Klopf, Renate Kordon, Sigrid Kurz, Kurt Lang, Walter Obholzer, Eva Schlegel, Karin Weissbacher-Blau, Klaus Dieter Zimmer | 18. Februar bis 13. März        |
| 1992 | Kunstankäufe des Landes Tirol: Malerei. Grafik                                     | Rolf Aschenbrenner, Gernot Baur, Lies Bielowski, Peter Blaas, Maurizio Bonato, Irene Dapunt, Alfons Egger, Paul Flora, Nikolaus Granbacher, Andrea Holzinger, Florin Kompatscher, Franz Mölk, Elisabeth Moser, Walter Obholzer, Elmar Peintner, Magnus Poehacker, Christine Prantauer, Norbert Pümpel, Mario Rott, Georg Salner, Nora Schöpfer, Jeannot Schwartz, Michael Wolf | 31. März bis 30. April          |
| 1992 | Jean-Paul Chambas: „Au Dessous du Volcan.“ Hommage á Malcolm Lowry – Arbeiten 1992 | Jean-Paul Chambas | 19. Mai bis 12. Juni            |
| 1992 | Meditation – Konstruktion                                                          | diverse | 23. Juni bis 15. August         |
| 1992 | Helene Wiesauer-Reiterer: Schwarz auf Weiß 1990–1992                               | Helene Wiesauer-Reiterer | 20. August bis 10. September    |
| 1992 | Ausstrahlungen. Schmuck 1936–1991                                                  | diverse | 15. September bis 7. Oktober    |
| 1992 | Ernst Hiesmayr: Einfache Häuser                                                    | Ernst Hiesmayr | 13. Oktober bis 6. November     |
| 1992 | „Du großes stilles Leuchten“ Albert Steiner (1877–1965)                            | Albert Steiner | 18. November bis 18. Dezember   |
| 1993 | KM 572                                                                             | Paul Albert Leitner, Martin Püspök, Mario Rott, Georg Salner, Andreas Scharf, Christian Stock | 12. Jänner bis 5. Februar       |
| 1993 | Positionen                                                                         | Gotthard Bonell, Jörg Hofer, Heinz Mader, Carmen Müller | 16. Februar bis 14. März        |
| 1993 | Michael Wolf: Kurier Polski                                                        | Michael Wolf | 23. März bis 14. April          |
| 1993 | Maria Lassnig                                                                      | Maria Lassnig | 20. April bis 12. Mai           |
| 1993 | Max Peintner: Im Paradies                                                          | Max Peintner | 18. Mai bis 13. Juni            |
| 1993 | Gegendruck: Schweizer Künstler-Graphik von Alberto Giacometti bis Urs Lüthi        | Franz Gertsch, Alberto Giacometti, Rolf Iseli, Urs Lüthi, Bernhard Luginbühl, Wilfrid Moser, Robert Müller, Markus Raetz, Dieter Roth, André Thomkins | 22. Juni bis 6. August          |
| 1993 | Eudard Thöny                                                                       | Eudard Thöny | 17. August bis 17. September    |
| 1993 | Kunst mit Fotografie                                                               | diverse | 28. September bis 22. Oktober   |
| 1993 | Pop Art Druckgrafik aus der Sammlung Etzold                                        | Jim Dine, Richard Hamilton, David Hockney, Robert Indiana, Jasper Johns, Allen Jones, Ronald Brooks Kitaj, Roy Lichtenstein, Claes Oldenburg, Eduardo Paolozzi, Robert Rauschenberg, Larry Rivers, James Rosenquist, George Segal, Andy Warhol | 9. November bis 1. Dezember     |
| 1993 | Zauber des Art Déco                                                                | diverse | 7. Dezember bis 16. Jänner      |
| 1994 | Gio Ponti (1891–1979) Architektur und Design                                       | Gio Ponti | 25. Jänner bis 20. Februar      |
| 1994 | Arttirol 1: Kunstankäufe des Landes Tirol 1989–1993                                | Peter A. Bär, Maria Baumgartner, Hellmut Bruch, Roswitha Ennemoser, Gottfried Feldner, Martin Gostner, Nikolaus Granbacher, Hans Grosch, Claudia Hirtl, Chryseldis Hofer-Mitterer, Peter Kogler, Leonard Lorenz, Helmut Mark, Hugo Markl, Josef Adam Moser, Walter Nagl, Peter Prandstetter, Georg Salner, Andreas Scharf, Gebhard Schatz, Eva Schlegel, Nikolaus Schletterer, Christian Stock, Beatrix Sunkovsky, Ernst Trawöger, Elmar Trenkwalder, Martin Walde, Hans Weigand, Lois Weinberger, Michael Wörgötter, Michael Ziegler | 8. März bis 31. März            |
| 1994 | Thomas Stimm                                                                       | Thomas Stimm | 12. April bis 15. Mai           |
| 1994 | Zeitgenössische Kunst aus Japan                                                    | Atsuo Hukuda, Transportable Cafe, Kenji Yanagi | 31. Mai bis 19. Juni            |
| 1994 | Picasso. Les Femmes                                                                | Pablo Picasso | 28. Juni bis 4. September       |
| 1994 | Franz Rosei. Skulpturen                                                            | Franz Rosei | 13. September bis 9. Oktober    |
| 1994 | Eine Galerie stellt sich vor: Galerie Walcheturm, Zürich                           | Urs Frei, Thomas Gruber, Hugo Markl, Gertraud Presenhuber, Pipilotti Rist, Ugo Rondinone, Beat Streuli, Sue Williams | 18. Oktober bis 13. November    |
| 1994 | Heinz Lechner: Reflexionen                                                         | Heinz Lechner | 22. November bis 30. Dezember   |
| 1995 | Elmar Trenkwalder                                                                  | Elmar Trenkwalder | 10. Jänner bis 1. Februar       |
| 1995 | Yves Caro, Dominique Castells, Ann-Kathrin Feddersen und Salvador Moreno           | Yves Caro, Dominique Castells, Ann-Kathrin Feddersen, Salvador Moreno | 7. bis 26. Februar              |
| 1995 | Sammlung West                                                                      | Marco Bagnoli, Herbert Brandl, Jean-Marc Bustamante, Clegg & Guttmann, Martin Kippenberger, Peter Kogler, Joseph Kosuth, So LeWitt, Raymond Pettibon, Michelangelo Pistoletto, Rudolf Polanszky, Stephen Prina, Emilio Prini, Jason Rhoades, Andreas Rohrbach, Eran Schaerf, Gabi Senn, Ettore Spalletti, Oktavian Trauttmannsdorf, Hans Weigand, Franz West, Otto Zitko, Gilberto Zorio | 7. bis 29. März                 |
| 1995 | TEX 95 A: Textile Kunst 95 in Österreich                                           | Ilse Abka-Prandstetter, Lies Bielowski, Wolfgang Brauner, Lisbeth Freisz, Leena Naumanen, Sissi Nielson, Gerda Peer, Marga Persson, Päivi Vähälä | 6. bis 30. April                |
| 1995 | Thomas Grünfeld: Gummis '90–'93                                                    | Thomas Grünfeld | 9. Mai bis 1. Juni              |
| 1995 | Graphik aus Finnland                                                               | Tero Laaksonen, Tuula Lehtinen, Jon Oskar, Mari Rantanen, Ulla Rantanen, Osmo Rauhala | 6. Juni bis 28. Juni            |
| 1995 | Marc Chagall: Begegnungen                                                          | Marc Chagall | 4. Juli bis 3. September        |
| 1995 | Präsentation der Ausstellungsexponate „Arttirol '95 – Lyon“                        | Irene Dapunt, Norbert Pümpel, Arthur Salner, Markus Strieder, Ernst Trawöger, Elmar Trenkwalder, Turi Werkner | 8. September bis 12. September  |
| 1995 | Positionen: Oberösterreichische Malerei Heute                                      | Anatole Ak, Siegfried Anzinger, Dietmar Brehm, Gunter Damisch, Anselm Glück, Manfred Hebenstreit, Rudolf Leitner-Gründberg, Alois Riedl, Jaszcza Ryszard, Hubert Scheibl, Robert Schuster, Josef Schwaiger, Christian Sery | 3. Oktober bis 29. Oktober      |
| 1995 | Spiele                                                                             | Iris Andraschek-Holzer, Heiner Blum, Gilbert Bretterbauer, Marcus Geiger, Thilo Heinzmann, Michael Kienzer, Peter Kogler, Brigitte Kowanz, Eva Schlegel, Jörg Schlick, Gustav Troger, Matta Wagnest | 7. November bis 26. November    |
| 1995 | In der Stadt der Sprachen leben wir. Johanes Zechner – Peter Waterhouse            | Johanes Zechner, Peter Waterhouse | 19. Dezember bis 21. Jänner     |
| 1996 | Künstlerinnen aus Österreich                                                       | Iris Andraschek-Holzer, Ilse Haider, Gudrun Kampl, Brigitte Kowanz, Sonja Lixl, Vesna Muhr, Pia Steixner, Nita Tandon | 13. Februar bis 10. März        |
| 1996 | Arttirol 2: Kunstankäufe des Landes Tirol 1994–1996                                | Anton Baumgartner, Christoph Bertsch, Andrea Holzinger, Inge Pahl, Christine Prantauer, Norbert Pümpel, Nora Schöpfer u. a. | 26. März bis 18. April          |
| 1996 | Nancy Spero                                                                        | Nancy Spero | 22. April bis 19. Mai           |
| 1996 | Thomas Rutherfoord: Bilder 1990–1996                                               | Thomas Rutherfoord | 4. Juni bis 23. Juni            |
| 1996 | Künstlerträume – Vogelwelten                                                       | Hans Arp, Max Ernst, Sophie Taeuber-Arp | 2. Juli bis 1. September        |
| 1996 | Karel Appel                                                                        | Karel Appel | 17. September bis 13. Oktober   |
| 1996 | Christian Schad                                                                    | Christian Schad | 22. Oktober bis 17. November    |
| 1996 | Franz Bacher                                                                       | Franz Bacher | 26. November bis 22. Dezember   |
| 1997 | Champ 7. Alsace-Tirol                                                              | Klaus Bartl, Francois Duconseille, Eric Froeliger, Peter Kogler, Jean-Louis Kuntzel, Norbert Pümpel, Ernst Trawöger | 7. März bis 5. April            |
|      | Adolf Alexejew, Marat Samsonow, Wenjamin Sibrisky                                  | Adolf Alexejew, Marat Samsonow, Wenjamin Sibrisky | 15. April bis 11. Mai           |
|      | Künstler im Dialog – von Edward Munch bis Horst Janssen                            | Ernst Barlach, Max Beckmann, Massimo Compigli, Giorgio de Chirico, Lovis Corinth, Otto Dix, Conrad Felixmüller, Gottfried Graf, Walter Garmatté, George Grosz, Renato Gulhuso, Erich Heckel, Horst Janssen, Alexej Jawlensky, Oskar Kokoschka, Käte Kollwitz, Marie Laurencin, Gerhard Marcks, Ludwig Meidner, Georg Muche, Otto Mueller, Edvard Munch, Rolf Nesch, Max Oppenheimer, Max Pechstein, Josef Scharl, Renée Sintenis, Max Slevogt, Georg Tappert, Sergio Vacchi | 17. Juni bis 27. Juli           |

### 1999 bis 2009
| Jahr | Ausstellung | Künstler | Dauer                          |
| ---- | --- | --- | ------------------------------ |
| 1999 | Videoprogramm Tirol / Südtirol                                                                                   | Stephan Bidner/Hans Weigand, Ricarda Denzer, Carola Dertnig, Petra Egg, Christiane Erharter, Christoph Gaggl, Verena Gfader, Bernhard Gwiggner, Christoph Hinterhuber, Andreas Holzknecht, Barbara Huber, Sandra Klein, Werner Möbius/Paul Divjak, Werner Moser Dorfmann, Klaus Pobitzer, Berty Skuber, Renée Stieger, Christian Streng, Martina Stuffer, Franz Wassermann, Margret Wibmer, Matthias Zangerl | 27. Februar bis 18. April      |
| 1999 | Freizeit und Überleben                                                                                           | Eija-Liisa Ahtila, Luchezar Boyadjiev, Luchezar Boyadjiev / Kalin Serapionov, Jason Coburn, Alice Creischer / Andreas Siekmann / Joseph Strau / Amelie von Wulffen, Jimmie Durham, Foreign Investment, Michel François, Martin Gostner, Gülsün Karamustafa, Luca Vitone, Eva Schlegel, Hans Weigand | 27. Februar bis 18. April      |
| 1999 | Jasmila Žbanić. After, After                                                                                     | Jasmila Žbanić | 15. Mai bis 30. Mai            |
| 1999 | Ida Applebroog Maria Brunner Paul McCarthy                                                                       | Ida Applebroog, Maria Brunner, Paul McCarthy | 19. Mai bis 18. Juli           |
| 1999 | Michelangelo Pistoletto                                                                                          | Michelangelo Pistoletto | 11. August bis 10. Oktober     |
| 1999 | ZV Bauherrenpreis                                                                                                | diverse | 22. Oktober bis 31. Oktober    |
| 1999 | Milica Tomić | Milica Tomić | 13. November bis 9. Jänner     |
| 2000 | Norbert Brunner – Michael Schuster                                                                               | Norbert Brunner, Michael Schuster | 18. Jänner bis 13. Februar     |
| 2000 | Fourteen People                                                                                                  | Robert Fleischanderl | 18. Jänner bis 13. Februar     |
| 2000 | Cora Pongracz: Fotografie                                                                                        | Cora Pongracz | 18. Jänner bis 13. Februar     |
| 2000 | Die verletzte Diva: Hysterie, Körper, Technik im 20. Jahrhundert                                                 | Marina Abramović, Helena Almeida, Eleonor Antin, Renate Bertlmann, Valie Export, Joan Jonas, Michel Journiac, Mary Kelly, Annie-Mie van Kerckhoven, Elke Krystufek, Katharina Mayer, Michaela Meliàn, Ana Mendieta, Annette Messager, Orlan, Gina Pane, Aura Rosenberg, Martha Rosler, Cindy Sherman, Twin Gabriel, Peter Weibel, Faith Wilding, Francesca Woodman | 3. März bis 7. Mai             |
| 2000 | João Penalva | João Penalva | 27. Mai bis 2. Juli            |
| 2000 | Eva Schlegel | Eva Schlegel | 27. Mai bis 2. Juli            |
| 2000 | Die andauernden Städte Urbane Situationen                                                                        | Wiebke Grösch & Frank Metzger, Eberhard Havekost, Markus Huemer, KLUB ZWEI, labor8, Ruth Mader, MAIZ, Ariane Müller, Muntean/Rosenblum, Aydan Murtezaoğlu, Oliver Musovik, riccione, Wally Salner, Nikolaus Schletterer, Efrat Shvily, Anne Tallentire, Grazia Toderi, Elizabeth Wright, x-tra künstlerinnen kooperative | 12. Juli bis 10. September     |
| 2000 | VALIE EXPORT: Metanoia oder eine andere Sicht der Dinge                                                          | Valie Export | 23. September bis 5. November  |
| 2000 | Heinz Gappmayr: Farben                                                                                           | Heinz Gappmayr | 25. November bis 14. Jänner    |
| 2001 | ...wenn es um die Freiheit geht: Austria 1918 – 1938: Österreichische Malerei und Graphik der Zwischenkriegszeit | Georg Adams-Teltscher, Oswald Baer, Herbert Bayer, Albert Birkle, Herbert Boeckl, Hans Böhler, Klemens Brosch, Friedl Dicker-Brandeis, Albin Egger-Lienz, Maximilian Florian, Grete Freist, Hans Fritz, Helene Funke, Hilde Goldschmidt, Carry Hauser, Raoul Hausmann, Leo Sebastian Humer, Georg Jung, Edmund Kalb, Elisabeth Karlinsky, Friedrich Kiesler, Paul Kirnig, Erika Giovanna Klien, Robert Kohl, Broncia Koller-Pinell, Oskar Kokoschka, Anton Kolig, Fritz Krcal, Alfred Kubin, Oskar Laske, Franz Lerch, Paula Ludwig, Franz Modlik, Fritzi Nechansky, Ernst Nepo, Max Oppenheimer, Erwin Pendl, Herbert Ploberger, Lois Pregartbauer, Franz Probst, Herbert von Reyl-Hanisch, Otto Rudolf Schatz, Franz Sedlacek, Karl Sterrer, Helene von Taussig, My Ullmann, Aloys Wach, Rudolf Wacker, Otto Erich Wagner | 26. Jänner bis 18. März        |
| 2001 | Sanja Iveković: Personal Cuts                                                                                    | Sanja Iveković | 7. April bis 20. Mai           |
| 2001 | Max Weiler: Die Fresken in der Theresienkirche in Innsbruck 1945–1947                                            | Max Weiler | 2. Juni bis 22. Juli           |
| 2001 | Werner Kaligofsky                                                                                                | Werner Kaligofsky | 11. August bis 7. Oktober      |
| 2001 | Georges Adéagbo: Das Pythagoreische Zeitalter                                                                    | Georges Adéagbo | 11. August bis 7. Oktober      |
| 2001 | 27. Österreichischer Grafikwettbewerb                                                                            | diverse | 19. Oktober bis 4. November    |
| 2001 | Dorit Margreiter: Everyday Life                                                                                  | Dorit Margreiter | 24. November bis 13. Jänner    |
| 2002 | Martin Gostner: Seitlich aus der Requisite kommend                                                               | Martin Gostner | 1. Februar bis 24. März        |
| 2002 | The Baltic Times Zeitgenössische Kunst aus Estland, Lettland und Litauen                                         | Academic Training Group (Giedrius Kumetaitis, Mindaugas Ratavičius, Simonas Tarvydas), Ilmars Blumbergs/Viesturs Kairišs, Eriks Božis, Kai Kaljo, Ly Lestberg, Gintaras Makarevicius, Deimantas Narkevicius, Laila Pakalnina, Marko Raat, Arturas Raila, Eglé Rakauskaité, Riga Dating Agency (Monika Pormale, Gints Gabrans), Ene-Liis Semper, Olegs Tillbergs, Jaan Toomik | 13. April bis 23. Mai          |
| 2002 | Variable Stücke: Strukturen. Referenzen. Algorithmen                                                             | Andrea Bischof, Norbert Brunner, Ernst Caramelle, Josef Dabernig, Georg Decristel, Lucas Drexel, Thomas Feuerstein, Heinz Gappmayr, Herbert Hinteregger, Christoph Hinterhuber & Werner Möbius, Claudia Hirtl, Peter Kogler, Annja Krautgasser, Helmut Mark, Gregor Neuerer, Walter Obholzer, Christine S. Prantauer, Norbert Pümpel, Peter Sandbichler, Eva Schlegel, Nikolaus Schletterer, Esther Stocker, Beatrix Sunkovsky, Ernst Trawöger, Rens Veltman, Herwig Weiser, Margret Wibmer/Günther Zechberger | 5. Juni bis 11. August         |
| 2002 | Atsuko Tanaka: Arbeiten aus der Gutai Zeit                                                                       | Atsuko Tanaka | 7. September bis 3. November   |
| 2002 | Lois Weinberger                                                                                                  | Lois Weinberger | 23. November bis 12. Jänner    |
| 2003 | Michaela Melián: Panorama                                                                                        | Michaela Melián | 1. Februar bis 23. März        |
| 2003 | Mats Hjelm Trilogie: White Flight, Man to Man, Kap Atlantis                                                      | Mats Hjelm | 1. Februar bis 23. März        |
| 2003 | Paul Flora Zeichnungen 1938–2001                                                                                 | Paul Flora | 5. April bis 25. Mai           |
| 2003 | Ketty La Rocca                                                                                                   | Ketty La Rocca | 6. Juni bis 10. August         |
| 2003 | Helena Almeida                                                                                                   | Helena Almeida | 6. Juni bis 10. August         |
| 2003 | Performative Installation # 1 Gegeben sind... Konstruktion und Situation                                         | Emmanuelle Antille, Maja Bajević und Emanuel Licha, Janet Cardiff & Georges Bures Miller, Ayşe Erkmen, Andreas Fogarasi, Karlheinz Klopf / Sigrid Kurz | 6. September bis 19. Oktober   |
| 2003 | 28. Österreichischer Grafikwettbewerb                                                                            | diverse | 25. Oktober bis 5. November    |
| 2003 | Mehrfach belichtet                                                                                               | Matti Braun, Ricarda Denzer, Jeanne Faust / Jörn Zehe, Katarzyna Józefowicz, Rachel Khedoori, Philipp Lachenmann, Bruno Serralongue | 22. November bis 11. Januar    |
| 2004 | Florian Pumhösl: Wachstum und Entwicklung                                                                        | Florian Pumhösl | 31. Jänner bis 14. März        |
| 2004 | Mobilien / Movables                                                                                              | Olga Chernysheva, Jimmie Durham, Tamara Grcic, Renée Green, Seth Price, Erzèn Shkololli | 2. April bis 6. Juni           |
| 2004 | Laura Horelli | Laura Horelli | 26. Juni bis 15. August        |
| 2004 | Ellen Gallagher                                                                                                  | Ellen Gallagher | 26. Juni bis 15. August        |
| 2004 | Peter Kogler | Peter Kogler | 10. September bis 7. November  |
| 2004 | Sieben Frauen – Sieben Sünden                                                                                    | Ulrike Ottinger, Helke Sander, Chantal Akerman, Bette Gordon, Maxi Cohen, Laurence Gavron, Valie Export | 13. November bis 21. November  |
| 2004 | Carol Rama: Appassionata                                                                                         | Carol Rama | 4. Dezember bis 30. Jänner     |
| 2005 | austria west: tirol vorarlberg. neue architektur                                                                 | Baumschlager Eberle, Arno Bereiter, Cukrowicz.Nachbaur-Sturm, Dietrich/Untertrifaller, Georg Driendl, Hugo Dworzak, Roland Gnaiger, Henke.Schreieck, Margarethe Heubacher-Sentobe, Gohm.Hiessberger, Hermann Kaufmann, Rainer Köberl, Christian Lenz, Peter Lorenz, Manzl.Ritsch.Sandner, Marte.Marte, Noldin.Noldin, Johann Obermoser, Wolfgang Pöschl, Helmut Reitter, Riccione Architekten, Wolfgang Ritsch, Hanno Schlögl, Bruno Spagolla, Steinmayr.Mascher, Walter Unterrainer | 12. Februar bis 27. Februar    |
| 2005 | Charlotte Posenenske                                                                                             | Charlotte Posenenske | 19. März bis 15. Mai           |
| 2005 | Arbeit* A: ’aml. – E: work, labour. – F: travail. R: trud, rabota. – S: trabajo. C: laodong                      | Robert Adrian X, Conrad Atkinson, Berwick Street Film Collective, Ursula Biemann, Michael Blum, Olga Chernysheva, Carole Condé und Karl Beveridge, Harun Farocki, Martin Gostner, Paul Graham, Grup de Treball, Margaret Harrison, Lulu Shur-Tzy Hou, Alexis Hunter, -Innen plus (Korinna Knoll, Ellen Nonnenmacher, Susanne Ackers, Janine Sack und Cornelia Sollfrank), Kirsten Justesen, Tina Keane, Mary Kelly, Margareta Klingberg, Richard Kriesche, k.u.u.g.e.l., Mierle Laderman Ukeles, Pia Lanzinger, Pauline Boudry / Marion von Osten, Adrian Paci, Christine S. Prantauer, Martha Rosler, Monica Ross mit Shirley Cameron und Evelyn Silver, Ruth Schnell, Mladen Stilinović, Anne Tallentire, Jeff Wall, Carey Young, Moira Zoitl                                                                             | 4. Juni bis 14. August         |
| 2005 | Jasmila Žbanić After After, Red Rubber Boots, Images From The Corner. Filme                                      | Jasmila Žbanić | 9. September bis 16. Oktober   |
| 2005 | Pierre Bourdieu In Algerien. Zeugnisse der Entwurzelung                                                          | Pierre Bourdieu | 9. September bis 16. Oktober   |
| 2005 | 29. Österreichischer Grafikwettbewerb                                                                            | diverse | 22. Oktober bis 1. November    |
| 2005 | Martin Walde | Martin Walde | 19. November bis 15. Jänner    |
| 2006 | Hans Scheirl Hans im Taxi – Inneneier Begleitprogramm                                                            | Ashley Hans Scheirl | 4. Februar bis 19. März        |
| 2006 | Carola Dertnig                                                                                                   | Carola Dertnig | 4. Februar bis 19. März        |
| 2006 | Esther Stocker                                                                                                   | Esther Stocker | 7. April bis 21. Mai           |
| 2006 | Isa Genzken | Isa Genzken | 10. Juni bis 20. August        |
| 2006 | Josef Dabernig                                                                                                   | Josef Dabernig | 16. September bis 5. November  |
| 2006 | Pavel Braila | Pavel Braila | 25. November bis 7. Jänner     |
| 2006 | Ulrike Lienbacher                                                                                                | Ulrike Lienbacher | 25. November bis 7. Jänner     |
| 2007 | Roman Ondák | Roman Ondák | 19. Jänner bis 4. März         |
| 2007 | Charlotte Salomon Leben? Oder Theater?                                                                           | Charlotte Salomon | 16. März bis 3. Juni           |
| 2007 | Armin Linke / Renato Rinaldi / Piero Zanini: Bruchstücke einer Alpen-Analyse                                     | Armin Linke, Renato Rinaldi, Piero Zanini | 23. Juni bis 5. August         |
| 2007 | Ernst Trawöger: Ockham versus Buridan                                                                            | Ernst Trawöger | 23. Juni bis 5. August         |
| 2007 | Maria Hahnenkamp Sechs Plakate                                                                                   | Maria Hahnenkamp | 1. September bis 30. September |
| 2007 | There is no border, there is no border, there is no border, no border, no border, no border, I wish              | Dragos Alexandrescu, Narda Alvarado, Heath Bunting, Sonja Gangl, Mona Hatoum, IRWIN, Šejla Kamerić, Amar Kanwar, Gülsün Karamustafa, Guillermo Kuitca, Yaron Leshem, Ján Mančuška, Ralo Mayer, MW Democratic Movement (Monika Marklinger / Johan Waerndt), Walter Niedermayr / Marina Ballo Charmet, Tanja Ostojić, Eva Schlegel, Ilya Trushevsky, Alexander Vaindorf, Eva Würdinger, Donovan Wylie, Artur Żmijewski | 1. September bis 14. Oktober   |
| 2007 | Georg Urban | Georg Urban | 25. Oktober bis 4. November    |
| 2007 | 30. Österreichischer Grafikwettbewerb                                                                            | diverse | 25. Oktober bis 4. November    |
| 2007 | Kateřina Šedá | Kateřina Šedá | 24. November bis 20. Jänner    |
| 2007 | Heidrun Holzfeind                                                                                                | Heidrun Holzfeind | 24. November bis 20. Jänner    |
| 2008 | Monika Schwitte                                                                                                  | Monika Schwitte | 17. Februar bis 30. März       |
| 2008 | Ernst Caramelle                                                                                                  | Ernst Caramelle | 17. Februar bis 30. März       |
| 2008 | Voice & Void | Rachel Berwick, Joseph Beuys / Ute Klophaus, Janet Cardiff und George Bures Miller, John Cage, Valie Export, Anna Gaskell, Asta Gröting, Christian Marclay, Melik Ohanian, Hans Schabus, Nedko Solakov, Julianne Swartz, Cerith Wyn Evans | 19. April bis 8. Jun           |
| 2008 | Ana Lupas | Ana Lupas | 28. Juni bis 24. August        |
| 2008 | Geta Brătescu | Geta Brătescu | 28. Juni bis 24. August        |
| 2008 | Mladen Stilinović                                                                                                | Mladen Stilinović | 17. September bis 2. November  |
| 2008 | Šejla Kamerić | Šejla Kamerić | 22. November bis 25. Jänner    |
| 2008 | Ritornell Neun Geschichten                                                                                       | Halil Altindere, Fernando Bryce, Patricia Esquivias, Deimantas Narkevicius, Olaf Nicolai, Ola Pehrson, Romana Scheffknecht, Erzen Shkololli, Amelie von Wulffen | 22. November bis 25. Jänner    |
| 2009 | Stefan Löffelhart: Tal Grund – The Valley Floor                                                                  | Stefan Löffelhardt | 21. Februar bis 12. April      |
| 2009 | Olaf Holzapfel: Das nomadische Kriterium                                                                         | Olaf Holzapfel | 25. April bis 14. Juni         |
| 2009 | Hans Weigand: Panorama                                                                                           | Hans Weigand | 26. Juni bis 23. August        |
| 2009 | Paul Flora und der 1. Österreichische Grafikwettbewerb 1952                                                      | Paul Flora | 5. September bis 20. September |
| 2009 | 31. Österreichischer Grafikwettbewerb                                                                            | diverse | 5. September bis 20. September |
| 2009 | Claudia & Julia Müller: Menschenzoo                                                                              | Claudia & Julia Müller | 4. Oktober bis 22. November    |
| 2009 | Simon Pasieka: green horn                                                                                        | Simon Pasieka | 5. Dezember bis 24. Januar     |

### 2010 bis 2019
| Jahr | Ausstellung                                                                                 | Künstler | Dauer                          |
| ---- | ------------------------------------------------------------------------------------------- | --- | ------------------------------ |
| 2010 | Kirstine Roepstorff: Illuminating Shadows                                                   | Kirstine Roepstorff | 7. Februar bis 4. April        |
| 2010 | Eating the Universe: Vom Essen in der Kunst                                                 | Sonja Alhäuser, Arman, BBB Johannes Deimling, Christine Bernhard, Joseph Beuys, Michel Blazy, John Bock, Paul McCarthy, César, Arpad Dobriban, Dustin Ericksen/Mike Rogers, Thomas Feuerstein, Lili Fischer, Anya Gallaccio, Karl Gerstner, Carsten Höller, Christian Jankowski, Bernd Jansen, Elke Krystufek, Claude & François-Xavier Lalanne, Roy Lichtenstein, Richard Lindner, Gordon Matta-Clark, Antoni Miralda & Dorothée Selz, Tony Morgan, L.A. Raeven, Thomas Rentmeister, Zeger Reyers, Dieter Roth, Mika Rottenberg, Judith Samen, Shimabuku, Daniel Spoerri, Jana Sterbak, André Thomkins, Rirkrit Tiravanija, Günther Uecker, Ben Vautier, Andreas Wegner, Günter Weseler | 24. April bis 4. Juli          |
| 2010 | Simon Wachsmuth: Aporia/Europa                                                              | Simon Wachsmuth | 24. Juli bis 12. September     |
| 2010 | Jana Gunstheimer: ‚Ich bin ein Schwein. Macht mich heilig.'                                 | Jana Gunstheimer | 24. Juli bis 12. September     |
| 2010 | Thomas Scheibitz: Der ungefegte Raum                                                        | Thomas Scheibitz | 25. September bis 28. November |
| 2010 | Die Welt als Kulisse                                                                        | Emanuel Danesch / David Rych, Judith Fegerl, Christoph Hinterhuber, Siggi Hofer, Sonia Leimer, Werner Reiterer, Gregor Sailer, Sofie Thorsen, Jun Yang | 11. Dezember bis 6. Februar    |
| 2011 | Anonyme Skulpturen: Video und Form in der zeitgenössischen Kunst                            | Nathalie Djurberg, Matias Faldbakken, Zilla Leutenegger, Aernout Mik, Yves Netzhammer, Tony Oursler, Paul Pfeiffer, Tracey Snelling, Fiona Tan, Diana Thater | 26. Februar bis 1. Mai         |
| 2011 | KRIWET. Yester 'n' Today                                                                    | Ferdinand Kriwet | 14. Mai bis 3. Juli            |
| 2011 | Peter Sandbichler: Wahrheit ist die Erfindung eines Lüners                                  | Peter Sandbichler | 16. Juli bis 4. September      |
| 2011 | Nicole Six und Paul Petritsch: Raum für 17 Minuten                                          | Nicole Six, Paul Petritsch | 17. September bis 2. Oktober   |
| 2011 | 32. Österreichischer Grafikwettbewerb                                                       | diverse | 17. September bis 2. Oktober   |
| 2011 | Vergangenes Begehren                                                                        | Yael Bartana, Ulla von Brandenburg, Chen Chien-jen, Martin Gostner, Franz Kapfer, Anne-Mie van Kerckhovens, David Maljković, Rosell Meseguer, Lorraine O’Grady, Margaret Salmon | 15. Oktober bis 4. Dezember    |
| 2011 | Brigitte Kowanz: in light of light                                                          | Brigitte Kowanz | 17. Dezember bis 26. Februar   |
| 2012 | Tal R: Mann über Bord                                                                       | Tal R | 17. März bis 3. Juni           |
| 2012 | Michael Schmidt: Lebensmittel                                                               | Michael Schmidt | 16. Juni bis 26. August        |
| 2012 | IMMER BUNTER: Aktuelle Malerei aus Österreich                                               | Markus Bacher, Christian Falsnaes, Manuel Gorkiewicz, Herbert Hinteregger, Luisa Kasalicky, Katrin Plavcak, Alfons Pressnitz, Martina Steckholzer, Marianne Vlaschits, Maja Vukoje, Herwig Weiser | 8. September bis 18. November  |
| 2012 | Im Spiegel des Narziss: Vom mythologischen Halbgott zum Massenphänomen                      | Barbara Bloom, Felix Burger, Luis Camnitzer, Niklas Goldbach, Conny Habbel, Katja Hammerle, Ely Kim, Jürgen Klauke, Frantiček Klossner, Urs Lüthi, Bjørn Melhus, John Miller, Olaf Nicolai, Helmut Schober, Johanna Smiatek, Anan Tzuckerman, Wainer Vaccari | 1. Dezember bis 10. Februar    |
| 2013 | Romana Scheffknecht 1982 / 2013                                                             | Romana Scheffknecht | 2. März bis 6. Mai             |
| 2013 | Shilpa Gupta: will we ever be able to mark enough?                                          | Shilpa Gupta | 18. Mai bis 28. Juli           |
| 2013 | Gregor Sailer: Closed Cities                                                                | Gregor Sailer | 18. Mai bis 28. Juli           |
| 2013 | Caroline Heider: KOKOLORES                                                                  | Caroline Heider | 10. August bis 15. September   |
| 2013 | 33. Österreichischer Grafikwettbewerb                                                       | diverse | 10. August bis 15. September   |
| 2013 | Fremd & Eigen                                                                               | Martin Brand, Mark Dion, Carmen Dobre, Hans-Peter Feldmann, FORT, Coco Fusco, Sofia Hultén, Sven Johne, Joachim Koester, Peter Piller, Gillian Wearing, Clemens von Wedemeyer, Anna Witt, Tobias Zielony | 28. September bis 1. Dezember  |
| 2013 | Alicia Framis: Framis in Progress                                                           | Alicia Framis | 14. Dezember bis 23. Februar   |
| 2013 | Dorothee Golz: Schlafzimmer und andere Versuchsanordnungen                                  | Dorothee Golz | 14. Dezember bis 23. Februar   |
| 2014 | The Drawingroom                                                                             | Agostino Arrivabene, Lucie Beppler, Geoff Chadsey, Andrea Fogli, Nikolaus Gansterer, Waqas Khan, Avish Khebrehzadeh, Franz Mölk, Danica Phelps, Christian Schwarzwald, Paul Thuile, Sandra Vasquez de la Horra, Maya Zack, Michael Ziegler, Ralf Ziervogel | 8. März bis 4. Mai             |
| 2014 | Zeitsprung                                                                                  | Carola Dertnig, Heinz Gappmayr, Martin Gostner, Peter Kogler, Peter Sandbichler, Eva Schlegel, Martin Walde, Hans Weigand, Lois Weinberger | 24. Mai bis 31. August         |
| 2014 | Daniel Richter: Chromos goo bugly                                                           | Daniel Richter | 13. September bis 23. November |
| 2014 | Living in the Material World: Materialität in der zeitgenössischen Kunst                    | Lara Almarcegui, Michael Beutler, Karla Black, Berta Fischer, Theaster Gates, Ane Mette Hol, Jessica Jackson Hutchins, David Jablonowski, Markus Karstieß, Alicja Kwade, Marie Lund, Oscar Tuazon | 6. Dezember bis 15. Februar    |
| 2015 | Thomas Feuerstein: Psychoprosa                                                              | Thomas Feuerstein | 7. März bis 10. Mai            |
| 2015 | Welten im Widerspruch. Zonen der Globalisierung                                             | Michael Blum, Christian von Borries, Bureau d'Ètudes, Cristina Garrido, Andreas Gursky, Kasmalieva & Djumaliev, Rosmarie Lukasser, Eva und Franco Mattes, Nyaba Léon Ouedraogo, Oliver Ressler, Allan Sekula und Noël Burch, Gabriele Sturm, Thomson & Craighead, Gruppo Tökmag, Wang Qingsong, Yin Xiuzhen | 23. Mai bis 2. August          |
| 2015 | 34. Österreichischer Grafikwettbewerb                                                       | diverse | 15. August bis 20. September   |
| 2015 | Roman Pfeffer: brain twister (mazzocchio)                                                   | Roman Pfeffer | 15. August bis 20. September   |
| 2015 | M+M: 7 Tage                                                                                 | M+M | 3. Oktober bis 29. November    |
| 2015 | Zenita Komad & das circleXperiment                                                          | Zenita Komad | 3. Oktober bis 29. November    |
| 2015 | Die Kräfte hinter den Formen. Erdgeschichte, Materie, Prozess in der zeitgenössischen Kunst | Jonathan Bragdon, Nina Canell, Julian Charrière, Olafur Eliasson, Ilana Halperin, Roger Hiorns, Per Kirkeby, Katie Paterson, Giuseppe Penone, Jens Risch, Hans Schabus, George Steinmann | 12. Dezember bis 28. Februar   |
| 2016 | Olaf Nicolai: 7 Postkarten für Innsbruck                                                    | Olaf Nicolai | 19. März bis 29. Mai           |
| 2016 | Mapping the Body. Die Körper in der heutigen Lebenswelt                                     | Lara Abril, Selma Alaçam, Natalie Bookchin, Daniele Buetti, Cassils, Mariechen Danz, Michael Fliri, Regina José Galindo, Patrycja German, Floris Kaayk, Jakob Lena Knebl, Eva Kot'átková, Ulrike Lienbacher, Molly Lowe, Lu Yang, Anahita Razmi, Rico Scagliola & Michael Meier, Ryoko Suzuki | 11. Juni bis 28. August        |
| 2016 | Martin Creed                                                                                | Martin Creed | 10. September bis 20. November |
| 2016 | Life-Size                                                                                   | Jana Sterbak | 3. Dezember bis 12. Februar    |
| 2017 | Untitled (Flow)                                                                             | Herbert Hinteregger | 4. März bis 11. Juni           |
|      | Autoterritorium                                                                             | Sonia Leimer | 4. März bis 11. Juni           |
|      | 35. Österreichischer Grafikwettbewerb                                                       | diverse | 2. Juli bis 27. August         |
|      | Judith Fegerl in charge                                                                     | Judith Fegerl | 2. Juli bis 27. August         |
|      | Accentisms                                                                                  | Lawrence Abu Hamdan, Nicholas Bussmann, Natascha Sadr Haghighian, Edith Dekyndt, Annja Krautgasser, Ali Meer Azimi, Ute Müller, Ulrich Nausner, Angel Nevarez & Valerie Tevere | 30. September bis 28. Januar   |
| 2018 | Lieben                                                                                      | Johan Grimonprez, Astrid Klein, Eva Schlegel und titre provisoire | 16. März bis 10. Juni          |
| 2018 | Amelica                                                                                     | Nicholas Bussmann | 1. Juli bis 16. September      |
| 2018 | SEX                                                                                         | Sarah Decristoforo, Fabiana Faleiros, Alex Martinis Roe, Elisabeth von Samsonow, Ashley Hans Scheirl | 5. Oktober bis 27. Jänner      |
| 2019 | Wege zur Knechtschaft neu geteert                                                           | Maryam Jafri | 9. Februar bis 12. Mai         |
| 2019 | 36. Österreichischer Grafikwettbewerb                                                       | diverse | 25. Mai bis 14. Juli           |
| 2019 | Ökokino                                                                                     | Mit Beiträgen von Marwa Arsanios, John Chester, Adam Curtis, Greta Gaard, Nikolaus Gansterer & Khadija von Zinnenburg Carroll, Jay L. McMullen / Rachel Carson, Rosalind Nashashibi, Annie Sprinkle & Beth Stephens, Lucia Steinwender, Fabrizio Terranova / Donna Haraway, Greta Thunberg und Kjersti Vetterstad | 23. August bis 10. November    |

### Seit 2020
| Jahr | Ausstellung                                                                                   | Künstler | Dauer                             |
| ---- | --------------------------------------------------------------------------------------------- | --- | --------------------------------- |
| 2020 | Lachen                                                                                        | Antonia Baehr, Iman Issa, Stefan Klampfer, Sophia Mairer, Roee Rosen                                                                                              | 6. Dezember 2019 bis 13. März     |
| 2020 | Joyful Revolution                                                                             | Corita Kent | 30. Mai bis 11. Oktober           |
| 2021 | Proxies, with a Life of Their Own                                                             | Iman Issa | 11. Dezember 2020 bis 7. März     |
| 2021 | Hexen                                                                                         | Angela Anderson & Ana Hoffner ex-Prvulovic*, Pauline Curnier Jardin, Joachim Koester, Neda Saeedi, Esther Strauß                                                  | 26. Juni bis 3. Oktober           |
| 2021 | Retrospektive Österreichischer Grafikwettbewerb                                               | diverse | 22. Oktober bis 9. Januar         |
| 2022 | Göttinnen                                                                                     | Ursula Beiler, Karrabing Film Collective, Emeka Ogboh, Elisabeth von Samsonow, Tejal Shah                                                                         | 4. Februar bis 29. Mai            |
| 2022 | Dreiste Delphine, rennende Häuser und die letzte Wandertaube Comics aus Le Monde diplomatique | diverse, kuratiert von Karoline Bofinger | 14. Mai bis 29. Mai               |
| 2022 | Zeitgeschichten                                                                               | Azin Feizabadi, Mónica de Miranda, Małgorzata Mirga-Tas, Vladislav Shapovalov                                                                                     | 30. Juli bis 6. November          |
| 2023 | Eco Land Art                                                                                  | Marwa Arsanios, Alex Cecchetti, Katharina Cibulka, Hannelore Nenning, Amol K Patil                                                                                | 26. November 2022 bis 26. Februar |
| 2023 | Gurbette Kalmak / Bleiben in der Fremde                                                       | Cana Bilir-Meier, Semra Ertan, Sohrab Shahid Saless, Nil Yalter, Hanefi Yeter                                                                                     | 17. März bis 18. Juni             |
| 2023 | die Wissen                                                                                    | Nooshin Askari, Hiwa K, Michelle Keserwany (Q83507423) & Noel Keserwany, Elif Saydam, Vina Yun mit Moshtari Hilal                                                 | 8. Juli bis 8. Oktober            |
| 2023 | Ich bin anders, weil ich kann das. Stranger belongs to me                                     | Bani Abidi, EsRAP, Aziz Hazara, Lucas Odahara, Setareh Shahbazi (Q49298234)                                                                                       | 26. Oktober bis 21. Jänner 2024   |
| 2024 | Du bist dran                                                                                  | Nicholas Bussmann, Esra von EsRAP, Judith Fegerl, Azin Feizabadi, Iman Issa, Corita Kent, Neda Saeedi, Elisabeth von Samsonow, Esther Strauß und titre provisoire | 24. Februar bis 28. April         |
| 2024 | Trilogie der Töchter. Kapitel I: Matriarchat                                                  | Ramesch Daha, Vincent Entekhabi, Kim Hyesoon, Jumana Manna, Alex Martinis Roe, Naomi Rincón-Gallardo                                                              | 17. Mai bis 18. August            |
| 2024 | NEDA SAEEDI in fire yet we trust                                                              | Neda Saeedi | 14. September bis 17. November    |
| 2025 | ESTHER STRAUSS Kindeskinder                                                                   | Esther Strauß | 06. Dezember 2024 bis 02. März    |
| 2025 | HANNELORE NENNING fließen und das C& Center of Unfinished Business                            | Hannelore Nenning, C& Center of Unfinished Business | 15. März bis 15. Juni             |
| 2025 | Trilogie der Töchter. Kapitel II: Bindung & communion                                         | Gabriela Golder, Assaf Gruber, Kirtika Kain, Areez Katki, Francis Offman                                                                                          | 05. Juli bis 12. Oktober          |